# Binocolo

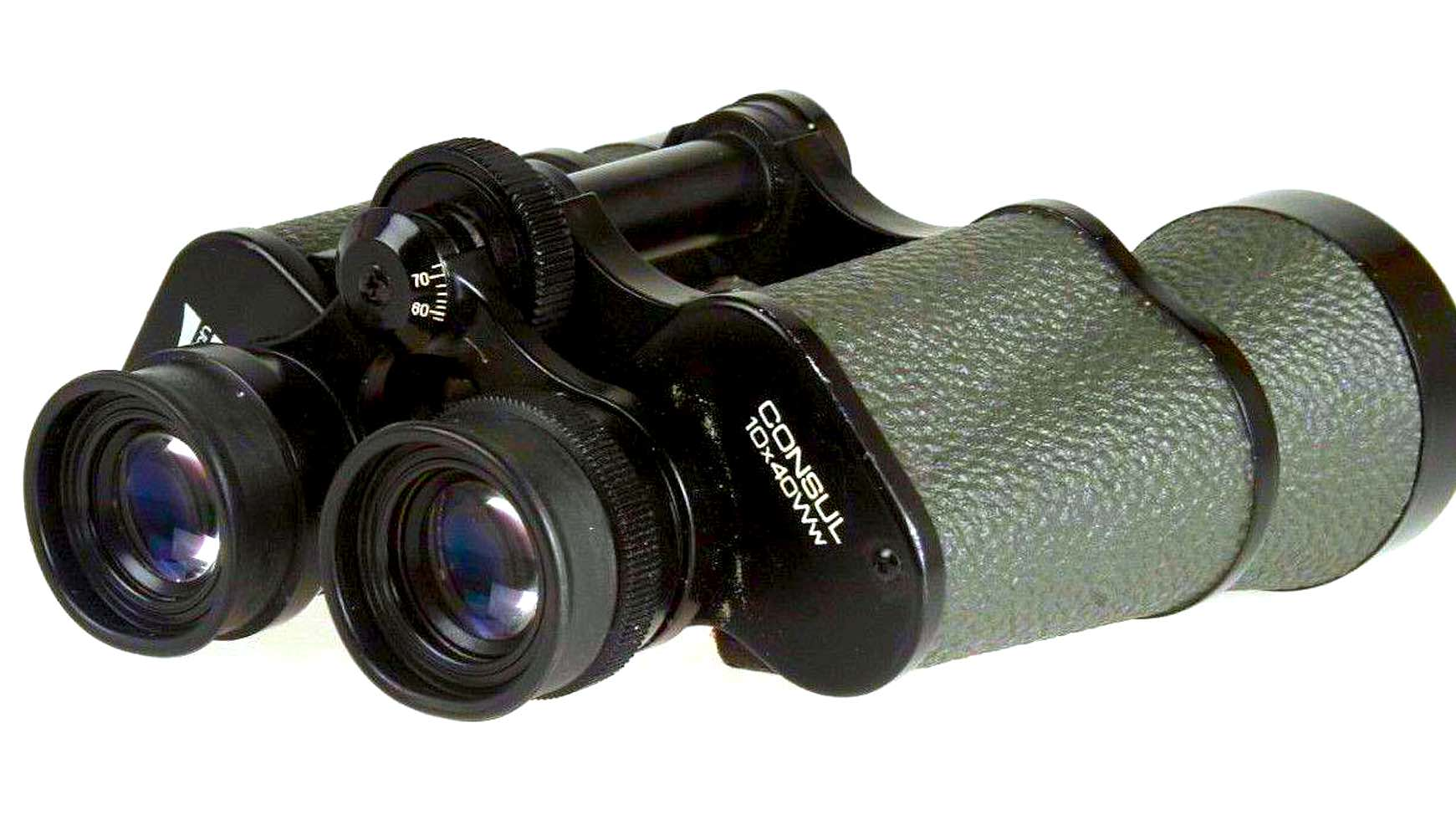
Binocolo classico

Il binocolo (in tosc. anche binòccolo; ant. binòculo) è l'unico strumento ottico per l'osservazione ingrandita della realtà (come la semplice lente di ingrandimento o il cannocchiale, il microscopio o il telescopio), strutturato per l'uso della visione binoculare umana (dal latino scientifico del secolo XVII, binocŭlus, termine coniato [comp. da bini «a due a due» e ocŭlus «occhio»] dal cappuccino tedesco A. M. Schyrle de Rheita nel 1645).
In genere, è uno strumento portatile e facile da usare (a mano libera) anche per i bambini, per scopi ludici e didattici, e quindi molto interessante in vari campi dell'osservazione, dalla fauna alle stelle, quindi sia di giorno che di notte. Infatti, viene usato molto anche per osservazioni astronomiche e naturali in generale; tuttavia, fin dall'inizio, è stato implementato per usi militari, sfruttandolo come una "macchina del tempo" col quale anticipare le mosse del nemico che veniva osservato e visto da più lontano (prima che arrivasse a distanza di tiro), e perciò usato spesso nelle varie guerre e battaglie, dal XVII secolo ad oggi. 
È ideale per tutte quelle occasioni in cui serve una visione ingrandita, ma dove un cannocchiale o un telescopio risulta esagerato, come a teatro, allo stadio o per eventi in generale, anche sportivi, e nei safari o nei viaggi, ecc. Tuttavia, è spesso uno strumento necessario in ambito professionale, nella navigazione marittima, per la caccia e la pesca, oppure per il controllo e il soccorso marittimo, aereo, forestale o alpino. Quando è possibile, il binocolo può aumentare la capacità visiva anche riguardo la luminosità, per riuscire ad osservare immagini “schiarite” di una realtà che a occhio nudo risulterebbe troppo scura e inosservabile.

## Caratteristiche principali ed uso

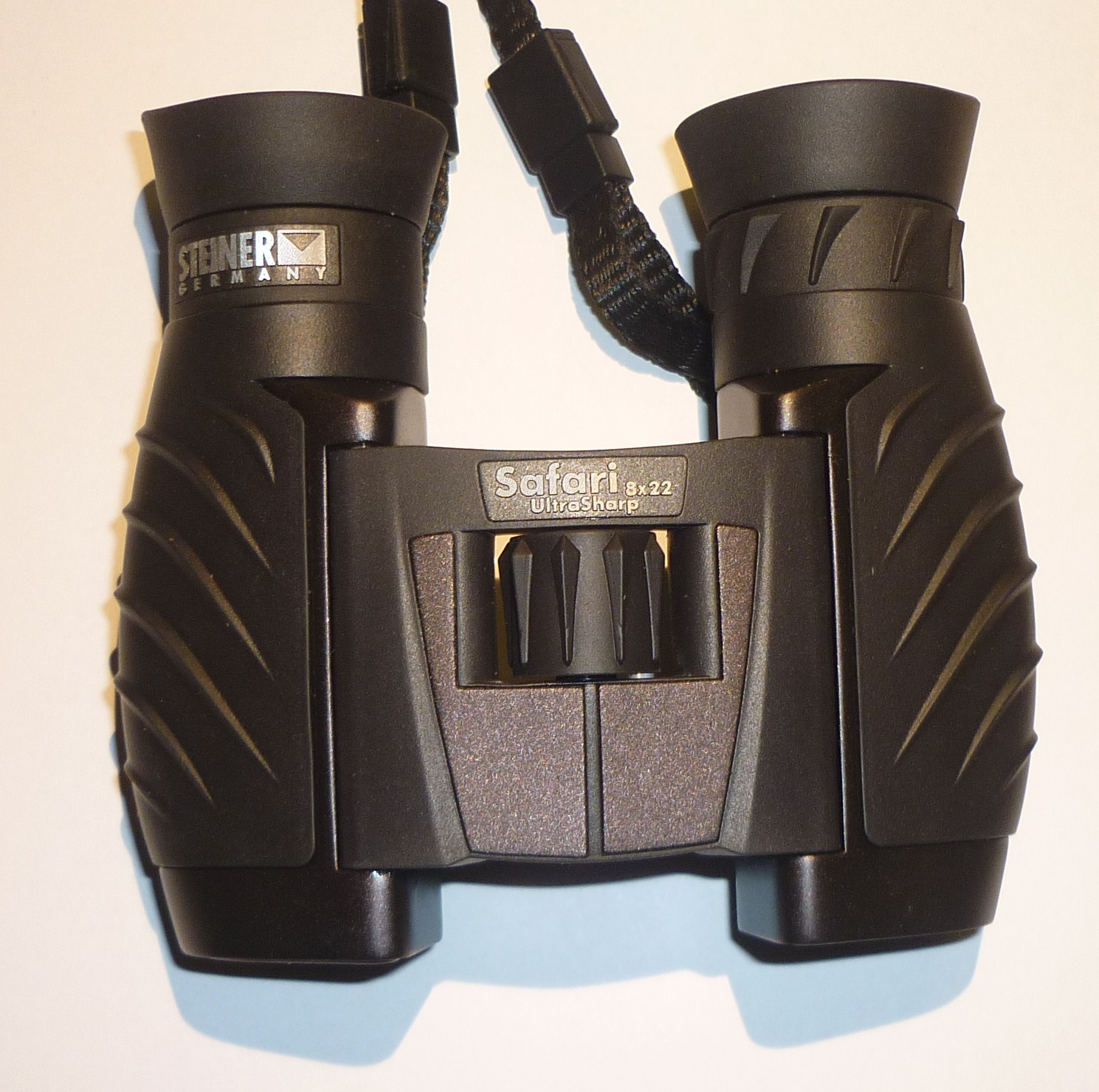
Binocolo a due cardini

Il binocolo è un insieme ben accoppiato di due cannocchiali (uno per ogni occhio) paralleli e identici (infatti è chiamato «gemelli» jumelles, dai francesi), incernierati spesso ad un singolo cardine meccanico centrale (o ad un cardine doppio, in alcuni casi), anch'esso parallelo agli assi ottici collimati dei due cannocchiali.

### Larghezza interpupillare

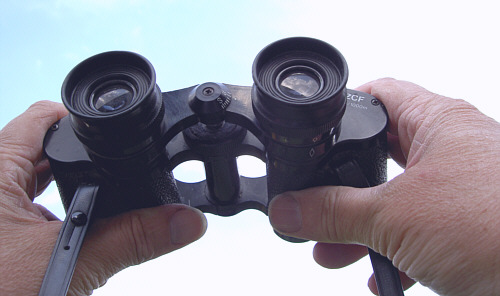
Regolazione della distanza interpupillare

Il cardine serve per poter regolare in modo facile, preciso e veloce, la distanza interpupillare per ogni utente, permettendo quindi di adattare correttamente la larghezza dei due oculari (la parte dove si posano gli occhi), alla larghezza individuale degli occhi (tra 45 e 80 mm) dei vari utenti osservatori, per poter mantenere la più efficace visione binoculare. Ogni singola immagine dei due cannocchiali viene poi sovrapposta all'altra nel nostro cervello, formando una singola immagine, chiamata stereopsi. L'ottima collimazione del binocolo e la corretta regolazione interpupillare, sono qui fondamentali per ottenere una stereopsi completa e l'assenza di difficoltà nel mantenerla. Tuttavia, nella realtà, la maggior parte dei binocoli in commercio, offre una possibilità di regolazione piuttosto contenuta, tra circa 50 e 75 mm e anche meno, quindi è sempre preferibile provare e controllare lo strumento con i propri occhi.

### Formato

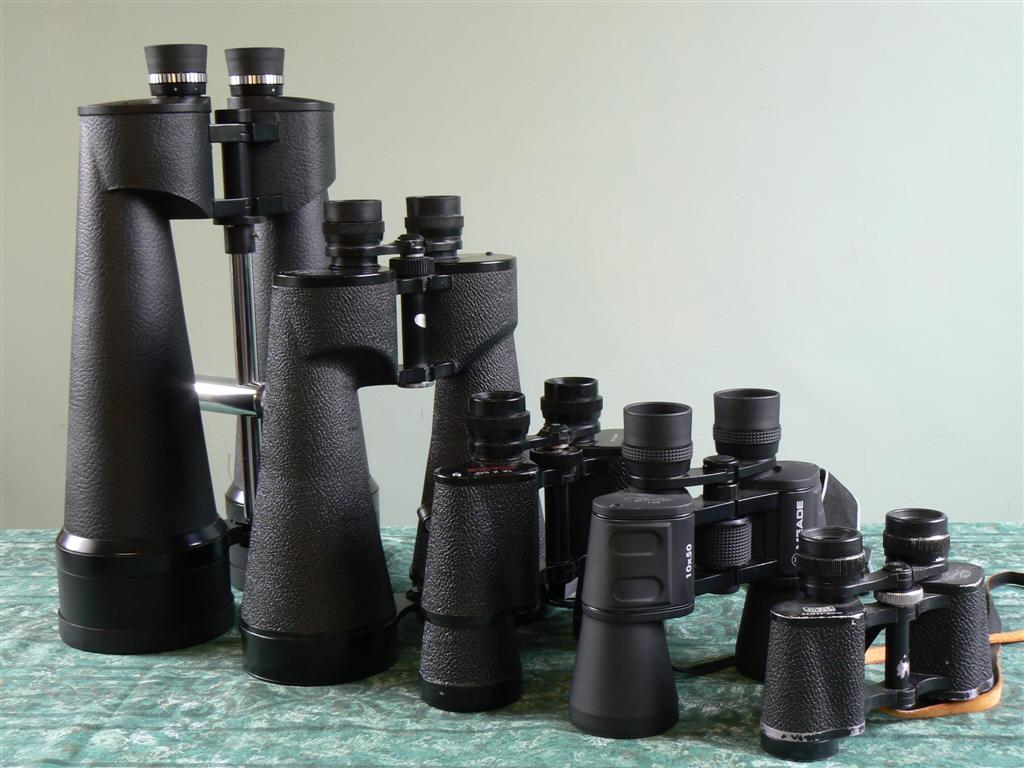
Binocoli di vari formati

I binocoli vengono caratterizzati principalmente dal loro formato (es: 6x30, 7x50, 8x40, 10x35, 10x50, ecc.), solitamente stampato sul corpo dello strumento, il quale descrive tecnicamente l'ingrandimento col primo numero e l'apertura con il secondo. Ovvero, in un binocolo con dicitura 10x50, il primo numero (10x) rappresenta il valore di ingrandimento, mentre il secondo (50) indica in millimetri il diametro della lente dell'obiettivo (quella che riceve la luce). Queste sono ormai dimensioni standardizzate, poiché in passato si usavano spesso anche i centimetri. 

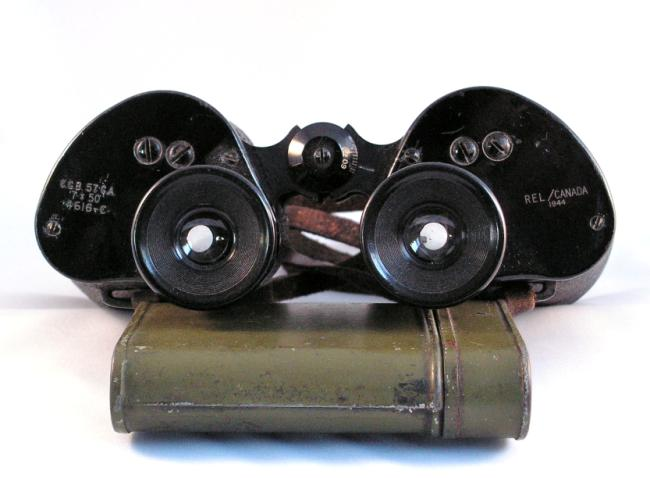
Pupille d'uscita di ~ 7 mm

Siccome la dimensione della lente del obiettivo coincide spesso col valore nominale della “pupilla d'ingresso”, ciò porta a pensare erroneamente che questo dato possa indicare la luminosità dello strumento. Ma a tutti gli effetti, il solo dato di apertura può indicare soltanto la quantità di luce che entra nel binocolo, e non quella che esce dagli oculari, verso gli occhi. Il dato che interessa l'aspetto della luminosità nominale dei binocoli è semmai la pupilla d'uscita (pu ); che però non essendo riportato/stampato sul corpo dello strumento (anche se spesso è indicato nelle specifiche tecniche) deve essere calcolato, dividendo il valore di apertura per il fattore di ingrandimento. In questo modo, troviamo ad esempio che la pu nominale di tutti i binocoli 10x50 è pari a 5 mm di diametro (= 50 mm : 10×), e che allo stesso modo, nei binocoli 20x50, la pupilla d'uscita nominale è pari a 2,5 mm di diametro (ad esempio). Ora, siccome la luminosità è dovuta alla superficie pupillare, i binocoli 20x50 presentano una “luminosità nominale” che è 4 volte inferiore rispetto ai 10x50. Tuttavia, questo aspetto dev'essere contestualizzato alle sole situazioni di carenza di luce ambientale (dopo il tramonto, ad esempio) in cui la pupilla dell'occhio (formata dal iride) tenderebbe ad aprirsi oltre 2,5 mm di diametro. Ma proprio per questo motivo, è sempre fondamentale considerare anche il fattore di ingrandimento, di un binocolo, per poterne determinare la capacità luminosa, poiché il solo valore di apertura è del tutto insufficiente a stabilirlo, e (come si è visto) potrebbe risultare anche piuttosto fuorviante. 
Un'altra specifica tecnica, che di solito viene stampata sul corpo dello strumento, al pari del formato, è la dimensione del campo visibile o campo visivo, espressa in metri (o in feet), oppure in gradi angolari. In pratica, indica la quantità di spazio (o fetta di mondo) che è visibile con quello strumento. 
Infine c'è la stazza (dimensioni e peso), che è un'altra specifica fondamentale nella scelta del binocolo, ma soprattutto il peso e con esso la ripartizione del peso (bilanciamento): uno strumento col peso maggiore verso gli oculari, offre solitamente un miglior comfort di utilizzo, ed in genere porta a diminuire le vibrazioni delle immagini, perciò a migliorare le osservazioni fatte a mano libera.

### Utilizzo

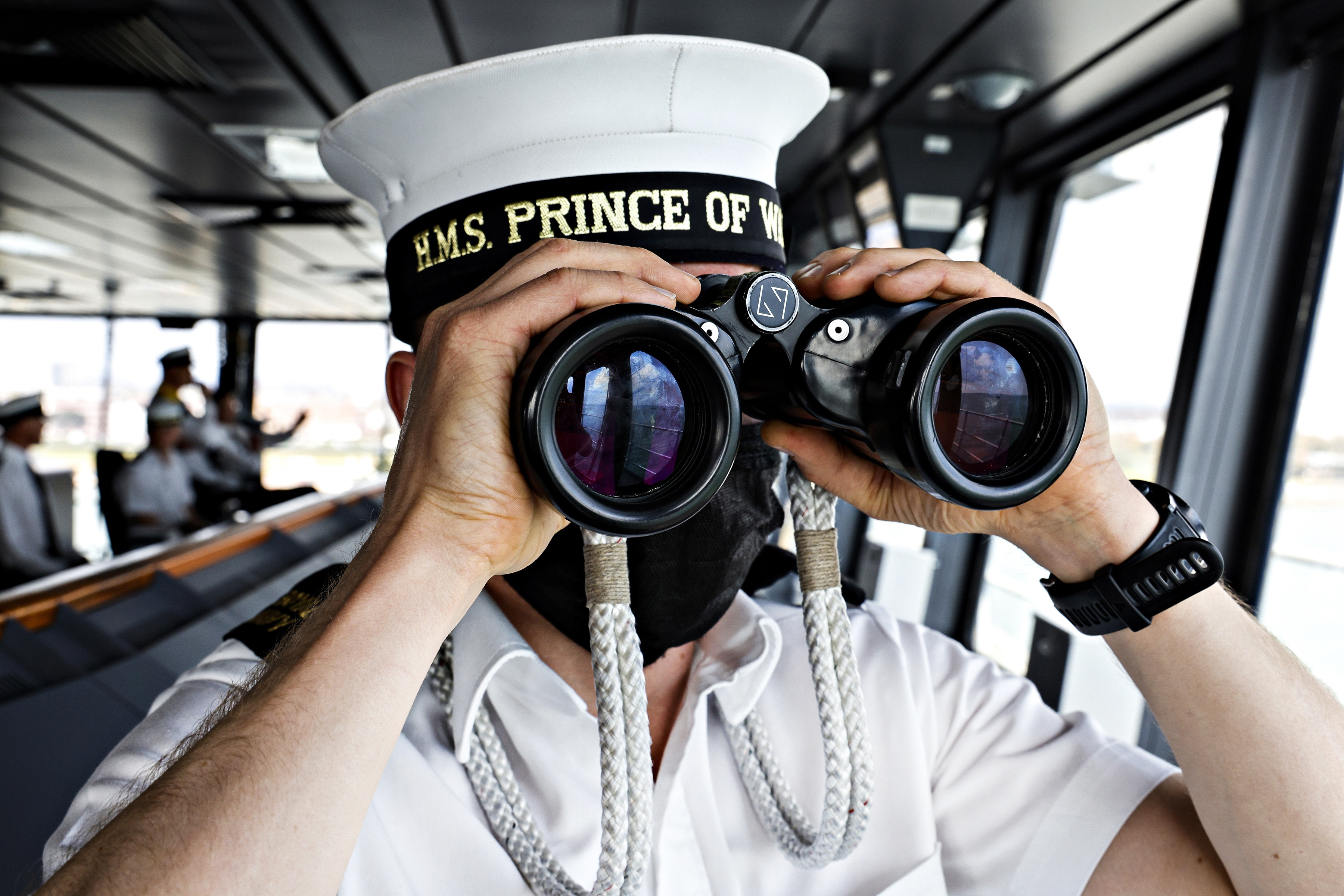
Binocolo ad uso marino

Queste quattro specifiche (ingrandimento, pupilla d'uscita, campo visivo e stazza), sono quasi sempre fondamentali nella scelta dello strumento per l'indirizzo d'uso; a queste si aggiungono in maniera più o meno soggettiva anche l'estrazione pupillare, la minima distanza di fuoco, la distanza interpupillare, la trasmissione della luce, la tipologia dei prismi, la qualità ottica, quella meccanica, e varie altre.

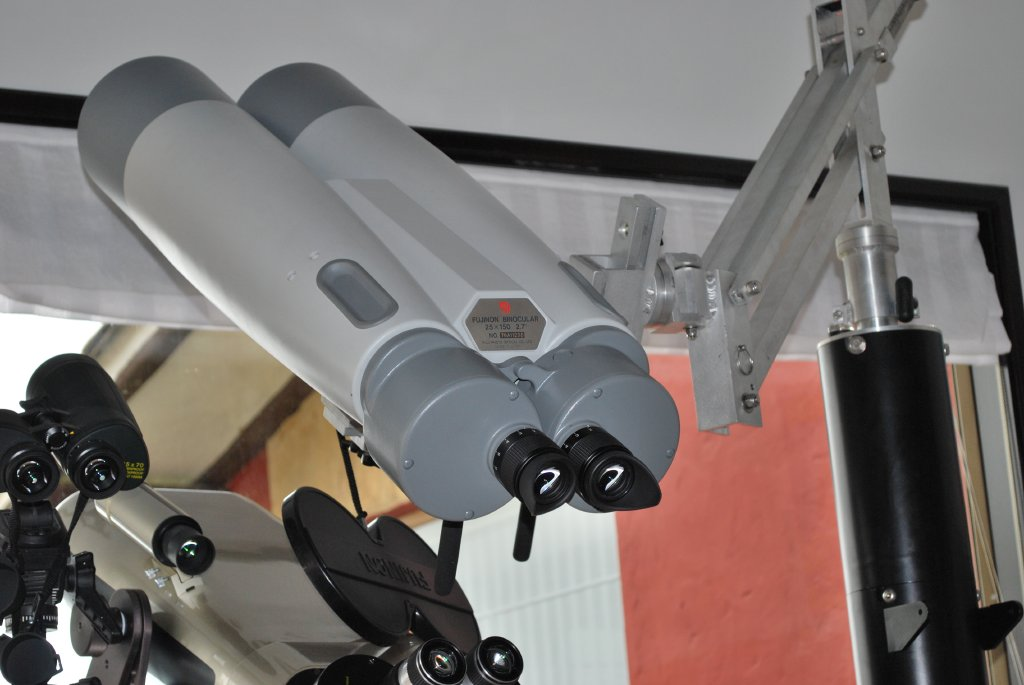
Binocolo 25x150 da stativo

Il binocolo viene usato per l'osservazione sia terrestre che extraterrestre, quindi per oggetti distanti anche pochi decimetri (piccola fauna, insetti, fiori, ecc) e fino a svariati chilometri (panorami, nuvole, aerei, ecc), e per oggetti molto distanti come la Luna, i pianeti, le stelle e i tanti altri oggetti celesti o del cielo profondo. Per questo, il binocolo è uno strumento ottico con un vasto campo di applicazioni, che per quanto riguarda gli ingrandimenti, si posiziona idealmente tra il microscopio e il telescopio (come strumenti piuttosto specifici, ma fondamentalmente monoculari), permettendone un uso a mano libera ed un più comodo trasporto, se facilitato da pesi e dimensioni ragionevoli, oppure con l'obbligo di un montaggio su stativi o da postazioni fisse, nei casi di binocoli molto più grandi e pesanti, concepiti per l'uso di forti ingrandimenti (superiori a 20x). 

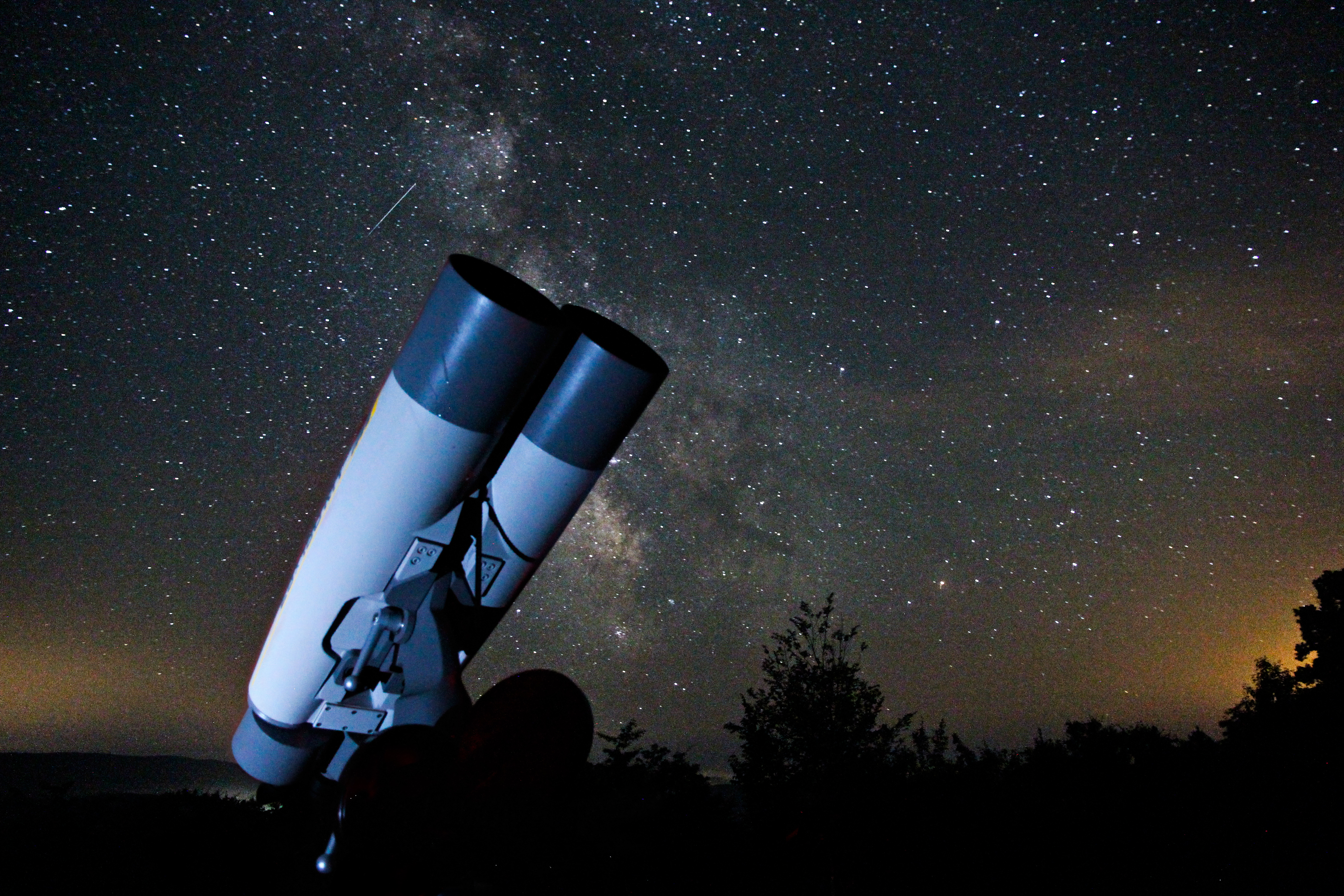
Binocolo in astronomia

Per quanto riguarda la luminosità, non può far altro che seguire le effettive possibilità e capacità dell'occhio umano; così, esistono binocoli per uso diurno, per uso crepuscolare e per uso misto (o tuttofare), ma non per uso notturno, in totale assenza di luce. Per questo, si possono usare degli strumenti elettro-ottici attivi, come i visori notturni o le telecamere termografiche e similari, ecc.

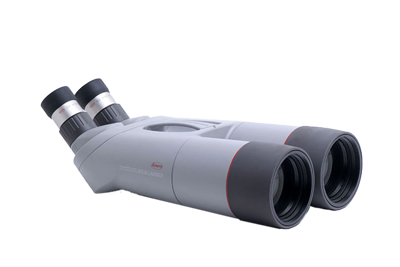
Binocolo a oculari inclinati a 45°

I binocoli cosiddetti astronomici, benché vengano usati di notte (e possibilmente scegliendo le notti più buie possibili), osservano pur sempre la luce (anche se fioca) degli oggetti illuminati (come la Luna) o luminosi (come le stelle). Questi, sono strumenti potenti e più pesanti di quelli manuali, più adatti ad un utilizzo su stativo, e generalmente con oculari intercambiabili, per modificarne l'ingrandimento e la luminosità della pupilla d'uscita.

### Visione binoculare
Il binocolo ha un grande vantaggio rispetto al telescopio e al cannocchiale, perché permette l'utilizzo di entrambi gli occhi contemporaneamente, offrendo all'osservatore anche una possibile visione migliorata nella risoluzione dei dettagli (a parità di ingrandimento) e della luminosità dell'immagine stereopica (a parità di apertura). Così, è solitamente in grado di migliorare le normali capacità della visione umana binoculare, rispetto agli strumenti monoculari, producendo sia maggiori dettagli fino a valori del ~ 240%, che maggiore luminosità relativa per almeno del 150%.
E grazie appunto alla visione stereo è molto più semplice seguire gli oggetti che si muovono velocemente, come aerei, volatili, o cavalli da corsa, usando un binocolo, piuttosto che un cannocchiale, dato che l'uso di entrambi gli occhi migliora la costruzione delle immagini tridimensionali e questo permette di valutare anche meglio la profondità e di poter seguire più facilmente i movimenti nello spazio.

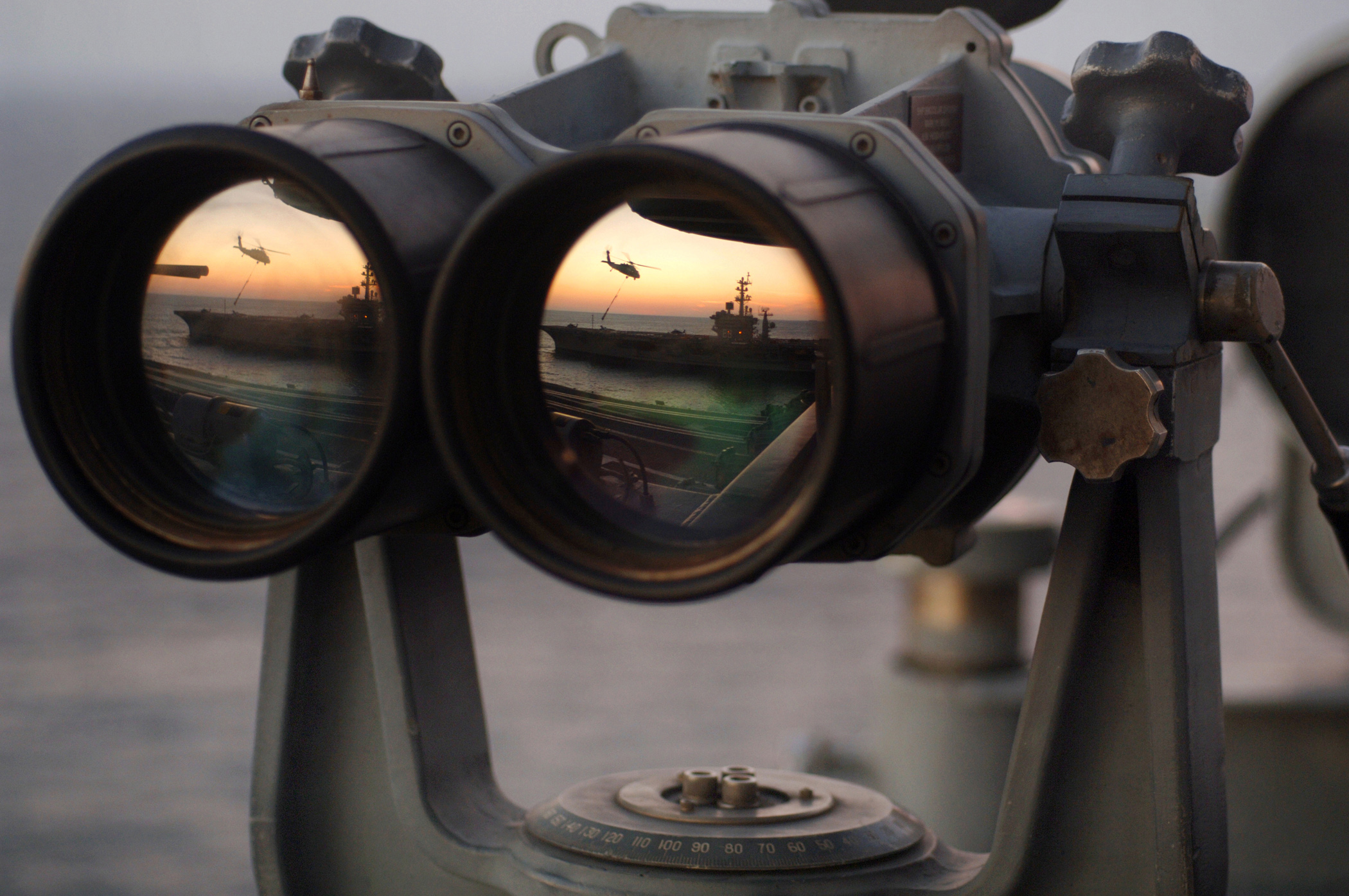
Binocolo navale

I binocoli erano da subito usati anche sulle torrette dell'artiglieria contraerea, sia terrestri che navali, quindi dovevano avere un campo visivo molto ampio e mantenere la massima luminosità con un ingrandimento minimo indispensabile. Così, generalmente venivano usati dei binocoli con prismi inclinati a 45° (o simili), in formato 10x80, ed alcuni con una torretta a due o tre oculari intercambiabili.
Il binocolo è uno strumento più critico rispetto agli strumenti monoculari, poiché ad ogni regolazione meccanica deve mantenere una perfetta condizione di collimazione ottica dei due cannocchiali, evitando lo sdoppiamento delle immagini (affaticante per occhi e cervello) e contemporaneamente deve mantenere anche la coerenza di focalizzazione con entrambi gli occhi (regolazione diottrica). Per cui, anche la qualità meccanica di un binocolo, è molto importante.
Per compensare le eventuali tolleranze termiche del sistema ottico-meccanico e per adattare eventuali differenze tra un occhio e l'altro, ogni strumento binoculare deve avere una regolazione diottrica, che è una sorta di micro regolazione della messa a fuoco. Questa è posizionata spesso in uno dei due oculari (a destra o a sinistra), oppure è posta direttamente nella meccanica di regolazione centrale della messa a fuoco interna, che comunque condiziona solo uno dei due cannocchiali del binocolo (o destro o sinistro). Nei binocoli con messa a fuoco indipendente (non centralizzata), l'unica possibilità è quella di regolare direttamente la diottria in modo indipendente, su entrambi gli oculari (o destro o sinistro, a scelta), nel momento della messa a fuoco.

## Caratteristiche ottiche
Oltre ad avere il potere di "ingrandire" e rendere più visibili i dettagli, come funzione basilare data dall'ingrandimento, alcuni binocoli più adatti (i crepuscolari) offrono anche la possibilità di "schiarire" le immagini, nelle condizioni di luce crepuscolare (dopo il tramonto o prima dell'alba); in questo modo, rendono possibile rivelare alcuni oggetti che risulterebbero invisibili o scarsamente visibili ad occhio nudo.
Questa è una caratteristica molto ricercata, ma anche piuttosto specifica per determinate esigenze, e va sempre collegata con una ottima qualità ottica, che presuppone un valore della trasmittanza dei vetri (trasparenza) superiore al 90%.

### Estrazione pupillare
L'estrazione pupillare (detto anche, rilievo oculare) è un dato solitamente presente nelle specifiche dei binocoli, che indica in millimetri la distanza alla quale la pupilla d'uscita viene proiettata fuori dall'oculare. Questa distanza indica il punto migliore dal quale è preferibile osservare con quel binocolo, e dove il piano della pupilla d'uscita dovrebbe corrispondere al piano dell'iride dell'occhio dell'osservatore (pupilla d'ingresso).
Per questo motivo, il dato di estrazione pupillare è utile per capire se lo strumento può essere utilizzato anche da utenti con occhiali (da vista o da Sole, ecc.) o solamente ad occhio nudo: se la proiezione della pupilla d'uscita è troppo ridotta, non sarà possibile sistemarsi alla distanza giusta con gli occhiali, ottenendo parziali riduzioni del campo visivo.
Il valore di estrazione pupillare, dev'esser sempre proporzionato all'ampiezza del campo visivo del binocolo, o meglio, al valore di ampiezza della finestra di osservazione (visione apparente). In proporzione alla finestra, le lenti oculari con diametro più ampio, forniscono una maggiore estrazione pupillare. Ma non c'è un valore di estrazione adeguato per tutte le situazioni, e spesso, le misure dichiarate non corrispondono mai perfettamente alle misure reali ed effettive; tuttavia, quasi tutti i binocoli con una estrazione pupillare di almeno 17 mm (o più), possono essere considerati adeguati per chi usa gli occhiali da vista (entro +/- 4 diottrie di correzione) o gli occhiali da sole non troppo "bombati". Eppure, è anche possibile trovare alcuni binocoli a campo stretto, con valori di estrazione dichiarati di 11 o 12 mm, che permettono l'uso degli occhiali senza perdite. Per cui, l'unica soluzione certa, per non perdere la completa visione del campo e poter osservare ogni volta dal punto migliore, è quella di provare prima ogni modello con i propri occhiali, poiché anche 1 mm in più o in meno, potrebbe fare una discreta differenza.
Il minimo valore di estrazione pupillare, per la visione ad occhio nudo, non dovrebbe mai essere inferiore a 8 mm, proprio per evitare di sporcare continuamente le lenti oculari con le ciglia, e quindi, ridurre la nitidezza delle immagini. Le lenti oculari sporche rovinano molto la visione, molto più dello sporco sugli obiettivi. Per cui, è sempre consigliato tenerle pulite (anche per migliorare l'igiene).

### Effetto globo

Effetto globo evidente

Effetto globo risolto

L'effetto globo (o anche effetto "palla rotolante") è un effetto ottico che emerge in particolari condizioni ottiche e durante l'osservazione panoramica (panning ), direzionando il binocolo (ad esempio) sul lato orizzontale da destra a sinistra (o viceversa). L'effetto, è quello di vedere l'immagine osservata, che scorre come se fosse proiettata su una sfera (o semisfera). Può essere risolta solo in fase di progetto, aggiungendo una quantità adeguata di distorsione a cuscino.
Questo effetto risulta più evidente nei binocoli privi di distorsione, con un campo ampio e corretto dalla curvatura (campo piatto), ma è visibile generalmente da una persona su due che utilizza i binocoli, e a molti che lo vedono non dà particolarmente fastidio.

### Binocolo prismatico

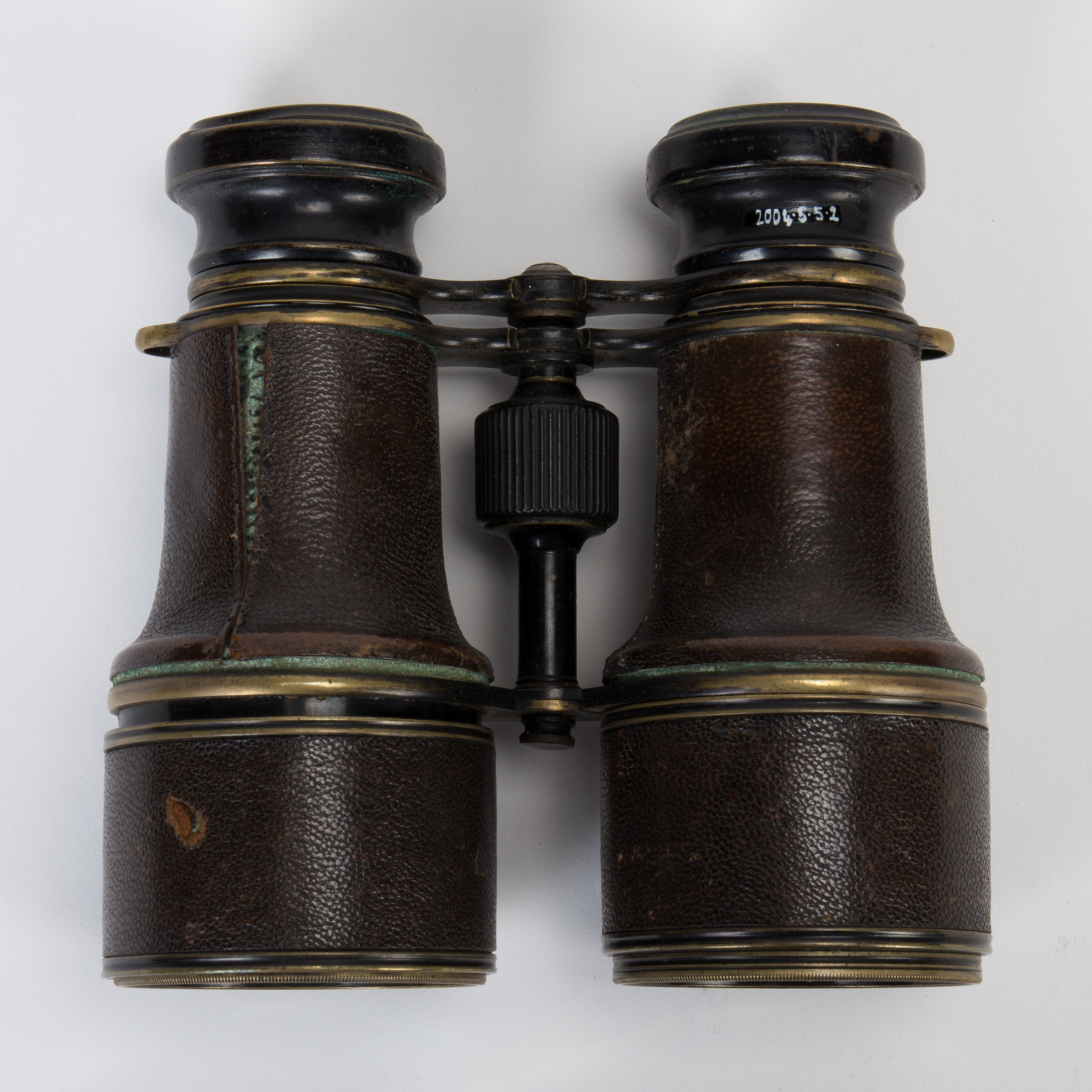
Binocolo galileiano (1914)

I primi binocoli, storicamente documentati, furono costruiti partendo dallo schema dei cannocchiali galileiani (di Galileo Galilei) usati all'epoca (anni 1600 circa). Ma siccome questa tipologia di schema applicata ai binocoli, presenta un paio di caratteristiche limitanti (campo visivo molto stretto e bassi ingrandimenti possibili), oggi vengono costruiti e venduti quasi esclusivamente i soli binocoli prismatici, più versatili, ma anche un po' meno luminosi e più pesanti. Ciò è stato possibile già dall'invenzione dei prismi di Porro, ad opera di Ignazio Porro avvenuta nel 1850 circa, e dei prismi a tetto di Amici, ad opera di Giovanni Battista Amici, di quegli stessi anni. 

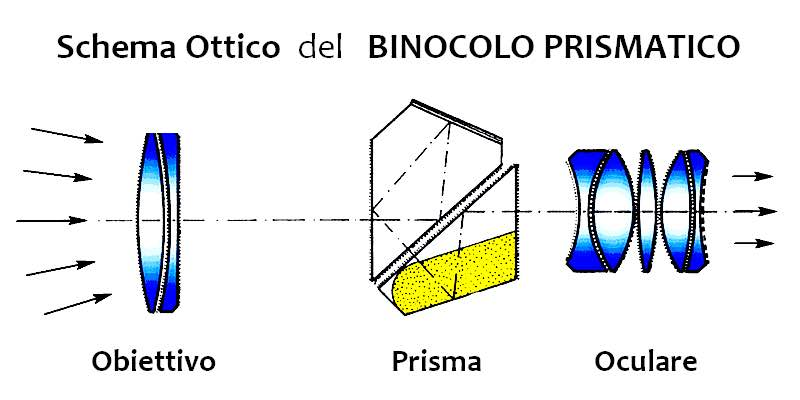
Schema semplificato del binocolo prismatico

Lo schema ottico del binocolo prismatico è costituito da tre parti principali: l'obiettivo, il prisma e l'oculare (uno per ogni cannocchiale). E se l'obiettivo raccoglie la luce, producendo immagini generalmente più piccole di quelle osservate ad occhio nudo, è l'oculare (interfaccia tra strumento ed occhio) che, come se fosse un “microscopio”, andrà a focalizzare quelle immagini da una distanza talmente ravvicinata (qualche millimetro, tra 8 e 24 mm circa) da creare un ingrandimento maggiore di 1x. Infatti, è proprio il rapporto tra la lunghezza focale degli obiettivi e quella degli oculari, a determinare l'ingrandimento dello strumento. Ma, come succede con ogni altro obiettivo, anche l'immagine degli obiettivi del binocolo (o del cannocchiale o del telescopio, ecc), si forma capovolta, speculata e invertita; così, sarà necessario intromettere nel percorso della luce, un sistema prismatico di raddrizzamento delle immagini (fatto di specchi o di prismi in vetro ottico), prima che vengano osservate dall'utente. In genere, questi prismi sono alloggiati all'interno dello strumento, nel percorso della luce degli obiettivi (entro la lunghezza focale), in modo da ottenere le immagini del piano focale all'infinito, qualche millimetro al di fuori dei prismi, per offrirle agli oculari. Questo piano di messa a fuoco all'infinito si trova spesso all'interno del corpo oculare ed in questo punto l'immagine viene quasi sempre delimitata da un diaframma di campo (circolare), il quale determina anche l'ampiezza del campo visivo del binocolo. 

### Prismi
Ogni sistema prismatico è normalmente costituito da una coppia di prismi, ravvicinati o incollati tra di loro, che prende generalmente i nomi degli inventori dei singoli prisma o del nuovo sistema.

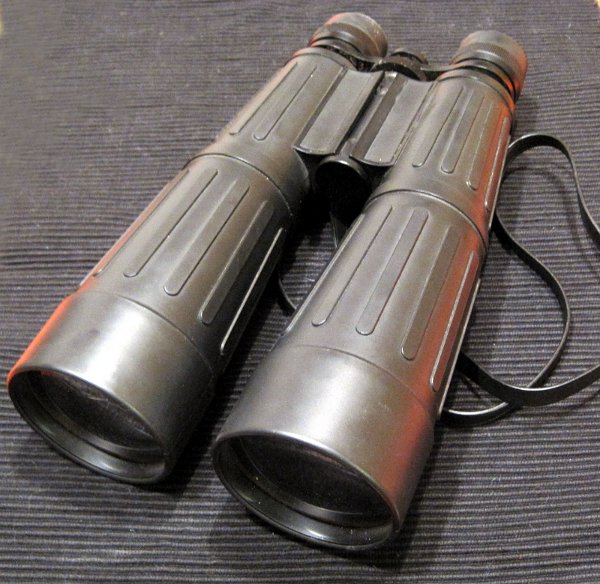
Binocolo a tetto (AK)

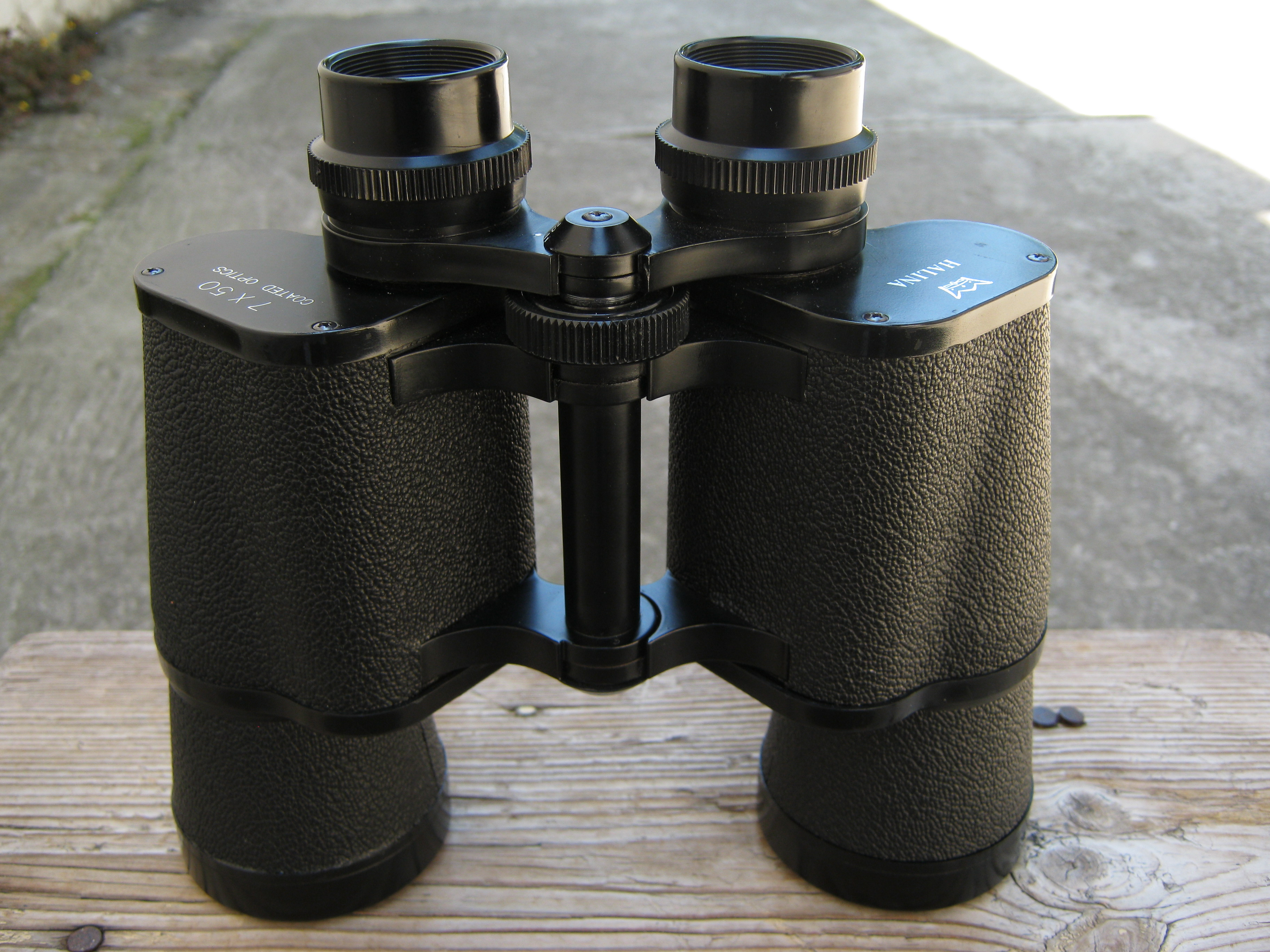
Binocolo a prismi di Porro

I sistemi maggiormente usati nei progetti moderni, vedono la tipologia "Porro" e la tipologia "a tetto", dove la differente configurazione schematica nel percorso della luce, determina in pratica due morfologie di binocoli ben distinte e facilmente riconoscibili a livello estetico. Il primo (foto a sinistra) è generalmente più corto e più largo (Porro), mentre il secondo (foto a destra) è più stretto e più lungo (a tetto).
I sistemi prismatici che risultano essere più efficaci, sono quelli col minor numero di riflessioni interne e di passaggi aria-vetro, dove perderebbero una percentuale di luce trasmessa. Così, i più performanti sono quelli con sole 4 riflessioni interne e 2 passaggi aria-vetro (ingresso e uscita), ma con le dovute differenze:

#### di Porro

Binocolo a prismi di Porro

Prisma di Porro – sistema sviluppato nel 1850 da Ignazio Porro, che ha dato vita alla configurazione più tradizionale dei binocoli e che, nonostante ad oggi sia composto di almeno 4 varianti con alcune differenze (Porro "comune", Porro-uno, Porro-due e Porro-Perger), è l'unico sistema che raddrizza le immagini per intero, ogni volta (non sdoppiate, come accade con i prismi a tetto). Questo sistema è stato immediatamente catalizzato dalla Carl Zeiss e di conseguenza da tutte le altre case produttrici di binocoli, negli anni. Quando il sistema è "collato" (prismi incollati dal produttore), produce sole 4 riflessioni totali e 2 passaggi aria-vetro, restando il miglior sistema prismatico binoculare finora ideato. Questo sistema trasla gli assi ottici di ingresso rispetto a quelli di uscita (obiettivi disassati rispetto agli oculari) e per questa caratteristica, viene spesso sfruttato per modellare gli strumenti in conformità delle varie esigenze: per strumenti (ad esempio) in cui è necessario usare aperture superiori a 50 mm, è la scelta più economica, coi risultati migliori, e quasi obbligatoria per ottenere quei binocoli ad alto ingrandimento, adatti anche alla "visione notturna" (es, 25x100), oppure nel cosiddetto modo "invertito", per costruire binocoli più compatti e anche con messa a fuoco estremamente ravvicinata, dove le aperture più piccole (in genere, 20–28 mm) danno maggiore possibilità di avvicinare gli obiettivi tra loro (rispetto agli oculari), per ottenere immagini migliori degli oggetti focalizzati a brevissime distanze (finanche a 50 cm).

#### a tetto

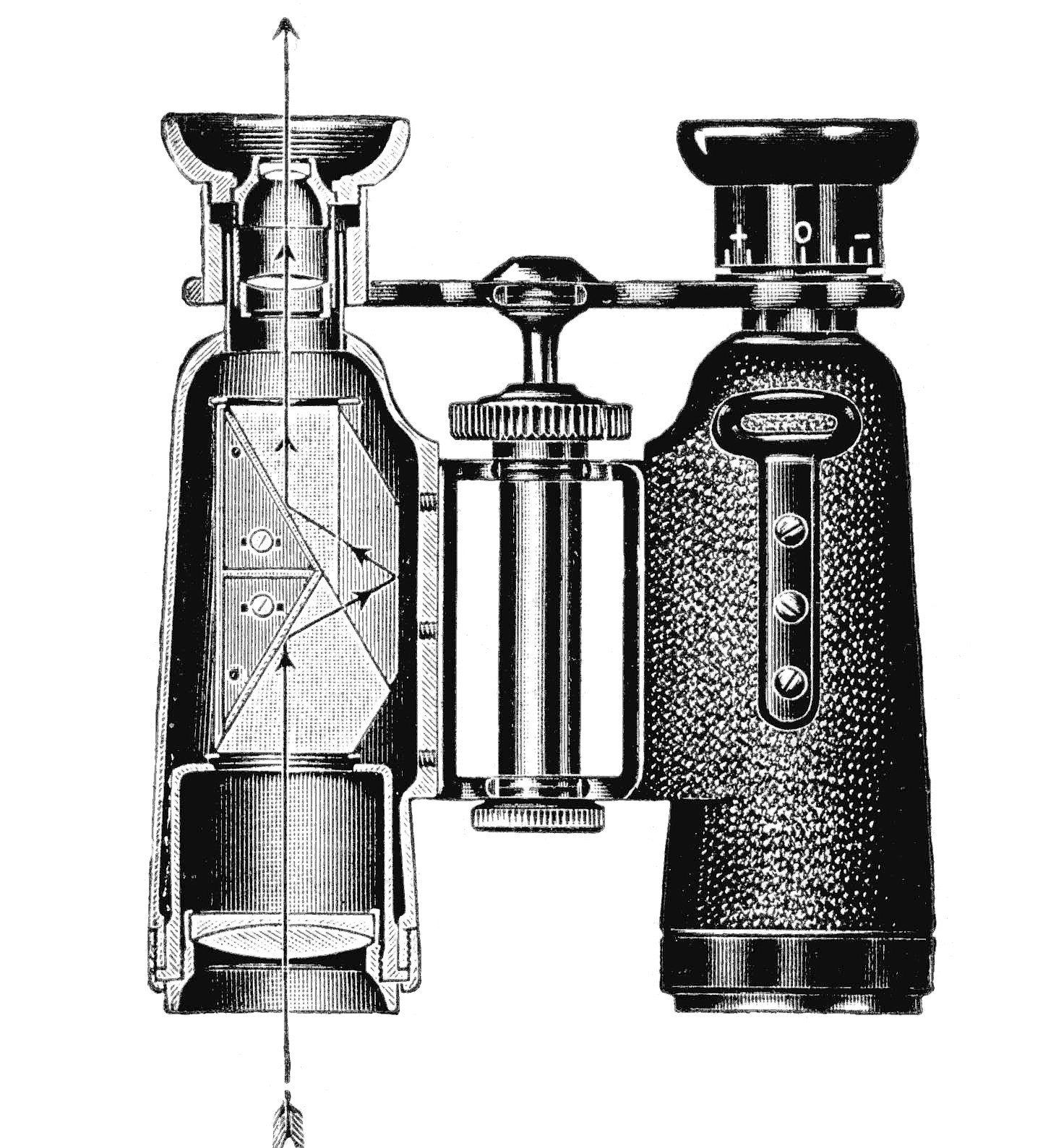
Binocolo con prismi a tetto

Prisma a tetto – sistema sviluppato inizialmente da Amici, ma oggi usato tramite vari schemi differenti, dei quali i due più adottati: 1) l'Abbe-König (A-K o AK), che è il più pesante e lungo, ma anche il più luminoso di questa tipologia, poiché quando collato produce solo 4 riflessioni e 2 passaggi aria-vetro (come il Porro collato), e 2) lo Schmidt-Pechan (S-P o SP) con più bassa luminosità, in quanto necessita di 6 riflessioni interne e 4 passaggi aria-vetro, ma anche il più economico, leggero e compatto, e quindi il più spesso usato nei binocoli portatili. Infatti, i migliori binocoli tascabili (e non solo i migliori) usano quasi esclusivamente i prismi a tetto S-P.
I prismi a tetto tendono a formare una coassialità tra le lenti obiettive e le lenti oculari, producendo strumenti piuttosto stretti e a volte un po' troppo lunghi, ma tutti i tipi di prismi a tetto necessitano di una adeguata correzione di fase della luce, poiché la riflessione nel tetto scompone a metà le immagini, creando sdoppiamenti e interferenze della luce, e causando sia cali di risoluzione ottica che cadute di contrasto. Questa correzione di fase, entrata nelle produzioni moderne degli anni ottanta, ha sicuramente procurato un grande miglioramento rispetto al passato, stimolando le vendite e la moda dei “binocoli a tetto”, che tuttora spopolano nel mercato più comune. Ma resta in ogni caso una grave anomalia caratteristica di tutti i sistemi a tetto, difficile da correggere accuratamente e che per la polarizzazione della luce (usata nella correzione) può creare fenomeni di brillanza tremolante, avvertita da molti utenti.
Tra i sistemi a tetto, è giusto citare anche il prisma Uppendhal, utilizzato della Leitz per alcuni suoi microscopi ed alcuni binocoli, tipo gli Amplivid e i primi Trinovid (ma ancora senza correzione di fase).

## Ingrandimento e stabilità
L'ingrandimento può essere interpretato in due modi differenti: come ingrandimento visivo o angolare dell'oggetto, dato dal rapporto tra le dimensioni lineari (altezza o larghezza) della sua immagine rispetto a quella vista ad occhio nudo, oppure, come avvicinamento virtuale dell'osservatore verso l'oggetto (con riduzione della distanza, proporzionale all'ingrandimento).
Osservando ad esempio con un binocolo 10x, l'oggetto viene ingrandito 10 volte rispetto alla normale visione ad occhio nudo; ossia, l'oggetto apparirà ai nostri occhi 10 volte più alto e 10 volte più largo, quindi 10 volte più grande, rispetto alla dimensione vista senza il binocolo. Per ottenere un tale ingrandimento senza il binocolo, sarebbe necessario avvicinarsi al oggetto, fino ad un decimo della distanza di osservazione: ad esempio, passando da una distanza di osservazione di 10 m a quella di 1m, lo stesso oggetto apparirà 10 volte più grande. Per cui, si può idealizzare che il binocolo 10x ci “avvicini” virtualmente agli oggetti, fino ad 1/10 della distanza reale di osservazione. Così, ad esempio, se siamo realmente distanti 1 000 metri da un oggetto, osservando con un binocolo 10x, l'oggetto apparirà grande come se ci fossimo avvicinati fino a 100 metri di distanza, per osservarlo senza il binocolo (ad occhio nudo). 
In realtà, però, non è propriamente così. Quando l'avvicinamento è reale, la prospettiva (punto di vista) è cambiata. E in quel punto cambia anche la percezione tridimensionale dell'oggetto, rispetto alla visione da 1 000 metri. Quindi, l'ingrandimento (col binocolo) comporta una alterazione percettiva rispetto alla tipica visione ad occhio nudo (percezione naturale), e nel caso in particolare, si assiste ad uno schiacciamento dei piani nella profondità della scena, che è direttamente proporzionale al valore di ingrandimento, rispetto alla visione che avremmo avuto ad occhio nudo, se trasportati realmente ad 1⁄10 della distanza di osservazione.
Alcuni binocoli permettono di attenuare questo schiacciamento (che comunque rimane), aumentando la sensazione di profondità, o per lo meno permettendo di mantenere una sensazione di tridimensionalità osservativa più verosimile e profonda, rispetto ad altri progetti. Alcuni utenti trovano vantaggi coi binocoli a prismi di Porro, per la maggior distanza tra gli obiettivi, che amplifica l'effetto stereoscopico. Mentre per altri utenti, questo aumento della parallasse, rende solo più false le immagini sommate, e addirittura è noto l'effetto di rimpicciolimento apparente, come se l'ingrandimento effettivo fosse inferiore. Ma lo spianamento del campo, che è divenuto una moda moderna, accentua spesso l'effetto di schiacciamento dei piani, indipendentemente dal sistema prismatico usato. Nonostante ciò, rimane il fatto che l'ingrandimento tenderà in ogni modo a "schiacciare" normalmente i piani nella profondità della scena. E per migliorare questi eventuali "inconvenienti", alcuni produttori studiano ed applicano accorgimenti ottici per rendere più tridimensionale l'esperienza offerta dal sistema ottico binoculare. Di certo, l'accorciamento delle focali (di obiettivi e oculari) adottata ultimamente per ridurre le dimensioni degli strumenti moderni (a corto rapporto focale), porta a forzare il potere diottrico delle lenti spianatrici e a ridurre enormemente la profondità di campo, aumentando così l'effetto di schiacciamento e "peggiorando" le osservazioni, soprattutto quelle a lungo raggio e a più alto ingrandimento.

### Risoluzione e dettagli
Il valore di ingrandimento va considerato come l'indice di aumento diretto della risoluzione ottica a disposizione dei nostri occhi, e dunque anche dell'aumento proporzionale della visibilità dei dettagli. L'ingrandimento dei binocoli per uso a mano libera, è piuttosto variegato: tra 2x e 20x circa (ma anche di più); tuttavia, la maggior produzione è per lo più concentrata intorno agli ingrandimenti 8x e 10x, dove il valore 9x indica in qualche modo quella linea virtuale che tende a dividere tra basso e alto ingrandimento binoculare, fruibile a mano libera. La spiegazione è questa: la geometria della retina oculare ha un funzionamento analogo a quello dei pixel di un sensore fotografico, basato sulla frequenza spaziale che ne determina la risoluzione. Ovvero, servono almeno tre recettori per poter discriminare (separare visivamente) due punti immagine molto vicini, dove l'esempio classico di risoluzione ottica, è quello di separare una stella doppia; per cui, il primo passo per poter discriminare minimamente i dettagli non ancora percepiti di un oggetto, è quello di ingrandirlo almeno di tre volte tanto (3x). E quindi il secondo passaggio per avere la certezza di ciò che è stato discriminato, è quello di ingrandirlo altre tre volte. A questo punto, il valore 3x3 (9x) diventa il punto cruciale di passaggio da una bassa risoluzione ad una alta risoluzione dei dettagli osservabili, da qualunque occhio. Ma siccome un maggior ingrandimento, significa anche una maggiore capacità di vedere i dettagli di ciò che osserviamo, superare la soglia dei 9x, per l'occhio significa anche vedere meglio il mosso della mano. Ovvero, la vibrazione e il tremolio delle immagini, creati dalle nostre mani, durante l'uso del binocolo. Così, con valori uguali e maggiori di 10x, il confronto con l'occhio nudo è già molto importante e piuttosto impressionante, tanto che molti utenti non riescono a controllare efficacemente questi binocoli più potenti. Mentre, con ingrandimenti uguali o inferiori a 8x, il confronto con l'occhio nudo è più "umano e comprensivo" (meno dettagliato), rendendo apparentemente più facile l'uso di questi binocoli.
Naturalmente, la scelta dell'ingrandimento è soggettiva e spesso predeterminata da una considerazione esclusivamente estetica, nel preferire immagini apparentemente più stabili, oppure è oggettiva, nel senso che ad un ingrandimento inferiore non sarebbe nemmeno possibile vedere l'oggetto. Tuttavia, la preferenza d'uso dei binocoli con differenti valori di ingrandimento, dipende molto anche dalle capacità soggettive dell'utente e dalla tolleranza di accettazione dell'effetto mosso visibile, correlato all'aumento dei dettagli voluto.

### La stazza
La struttura, la forma, l'ergonomia, la posizione dei comandi, il bilanciamento dei pesi e il peso stesso del binocolo, sono invece caratteristiche strumentali che determinano aumenti o riduzioni, a volte anche molto ampie, del mosso a mano libera. Per cui, la somma delle capacità personali dell'utente, dell'esperienza d'uso e dell'ergonomia dello strumento, produce una tale vasta differenza di risultati, rispetto al mosso durante l'osservazione, che è impossibile stabilire a priori quale sia il miglior ingrandimento ideale per tutti (che infatti non esiste). Ogni esigenza di osservazione (dimensione dell'oggetto e distanza), che necessita di un ingrandimento particolare e il più adeguato possibile, trova sempre un compromesso migliore, e soprattutto individuale, disponibile tra le scelte. Ma, nonostante gli ingrandimenti più comuni e con la maggiore offerta commerciale siano quelli tra 6x e 12x, negli ultimi tempi (ultimi 20 anni) il trend si è spostato verso ingrandimenti maggiori: ovvero tra 7x e 18x.
Tanto per fare alcuni esempi, con i binocoli fino a circa 6x, l'immagine osservata appare sempre piuttosto stabile, nonostante il tremolio della mano sia sempre lo stesso con qualunque ingrandimento. Il 6x è un tipico ingrandimento adatto anche ai bambini, che hanno meno esperienza di stabilizzare il proprio binocolo. Invece, con strumenti 10x e oltre, la stabilità di osservazione necessaria è maggiore, perché è più facile vedere il mosso della mano. Questo non vuol dire che si perda dettaglio o che sia impossibile utilizzare a mano libera i binocoli oltre 10x (es, 15x-25x), poiché a mano libera non c'è nessun problema, nemmeno ad usare 100x (se l'utente è predisposto e portato a farlo), ma i binocoli più potenti diventano anche più pesanti e per gli utenti può diventare un impegno troppo importante, a causa anche di impossibilità pratiche insuperabili. Per alcuni utenti è preferibile rimanere in una zona di comfort, rinunciando a qualche dettaglio in più (minori ingrandimenti), ma avendo in cambio una maggiore luminosità allo stesso peso e solitamente anche un campo visivo un po' più ampio. Inoltre, un maggiore ingrandimento tende a restringere la profondità di campo (o nitidezza di fuoco) osservata nelle immagini. Ed anche questo è un altro punto importante nella scelta del binocolo in base alle esigenze.

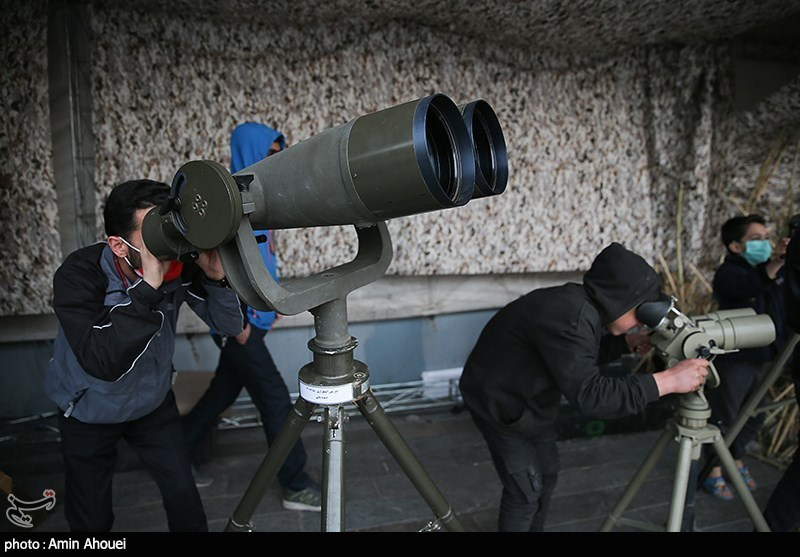
Binocoli da stativo

In genere, il maggior peso del binocolo tende a dare più stabilità, anche se diventa più faticoso da reggere in mano, per lungo tempo. Così, con i binocoli più potenti (es: 20x80) diventa necessario quasi sempre l'uso di un appoggio di ristoro, tipo il monopiede o di un montaggio più solido, come il treppiede, che ovviamente aumenta la percezione dei dettagli fino ai massimi livelli possibili dallo strumento. Tra i supporti portatili, il monopiede è probabilmente la miglior soluzione di compromesso, per ottenere la visione più ferma e dettagliata, col minor peso trasportato (a costi inferiori). Ed è anche la più comoda da utilizzare in varie pratiche, come nell'osservazione stellare da una sdraio o come appoggio del peso, sia in piedi che da seduti, anche se i sistemi a parallelogramma sono i più comodi e funzionali nelle situazioni statiche. Molto spesso può essere sufficiente appoggiare saldamente i gomiti ad un tavolo, ad uno steccato, al tetto della macchina o ad un qualsiasi supporto solido trovato in loco (roccia, tronco d'albero, ecc.), oppure appoggiare il bordo dell'obiettivo ad un muro (un palo, un albero, ecc.), per vedere immediatamente l'effetto di stabilizzazione "manuale" delle immagini. Al contrario, non è mai consigliato restare in piedi, dondolando maggiormente, per fare le osservazioni a mano libera, ed anche il solo sedersi sul terreno ed appoggiare i gomiti sulle ginocchia rannicchiate (quando è possibile), migliorerà di molto tutte le osservazioni.
Raccogliendo svariati risultati dei test fatti da vari esperti del settore binocoli, un utente esperto, con la mano ferma, potrebbe valutare visivamente un aumento dei dettagli di solo 1,6x, mediamente, tra lo stesso binocolo usato a mano libera e fissato su un treppiedi. Un utente medio potrebbe valutare un miglioramento più consistente, ad esempio da 1,8x a 2x circa. Usando i binocoli stabilizzati, il miglioramento dei dettagli, per un esperto con mano ferma, è di solo 1,4x circa, e per un utente medio tra 1,6x e 1,8x circa.

### Binocolo stabilizzato

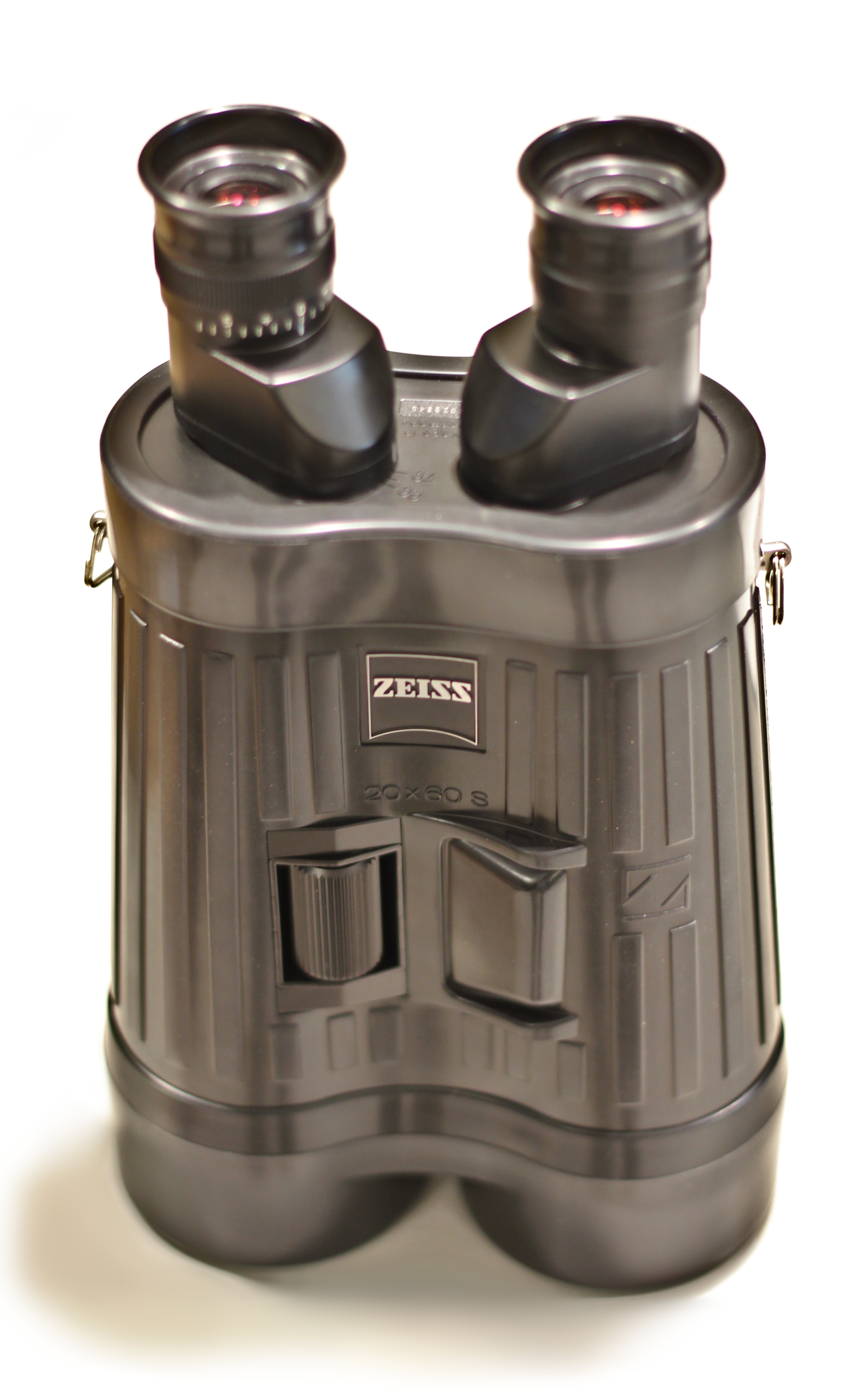
Zeiss 20x60S stabilizzato

I binocoli stabilizzati sono strumenti con uno stabilizzatore d'immagine interno, meccanico e/o alimentato da batterie, progettati propriamente per l'uso a mano libera, che in teoria dovrebbero annullare il mosso della mano e dare la possibilità a tutti gli utenti di usare maggiori ingrandimenti, senza alcun problema.
Questi strumenti vengono usati spesso per il controllo e il soccorso, fatto da veicoli in movimento, tipo auto, elicotteri, aerei, navi o imbarcazioni, e devono fornire immagini visibili utili. Tuttavia, vengono usati anche dai pescatori (sui pescherecci), dai cacciatori o da chiunque ne senta il bisogno per le proprie attività.
Per molti utenti e per molte osservazioni, un ingrandimento tra 6 e 8 volte sarebbe più che sufficiente, e in genere per questi non servirebbe nemmeno la stabilizzazione. Ma, per poter vedere più di quello che è appena percepibile ad occhio nudo, è necessario valicare la soglia dei 9x, salendo a 10x, 12x o anche a 18x e più. In questi casi diventa più utile uno stabilizzatore. Infatti, i binocoli stabilizzati dovrebbero fornire maggiori dettagli, sfruttando gli alti ingrandimenti (maggiori di 9x), ma anche questi strumenti innovativi hanno dei limiti fisici, oltre a prezzi e pesi maggiori. In genere, per farli funzionare al meglio, anche i binocoli stabilizzati vanno tenuti fermi il più possibile, poiché hanno una tolleranza di pochi gradi o anche meno, e poiché a maggiore ingrandimento corrisponde un maggior peso dello strumento, ciò comporta anche la necessità di un supporto di ristoro per le braccia. Ma a quel punto, a cosa serve la stabilizzazione se dobbiamo montare il binocolo su un treppiedi, perché dopo un po' è diventato troppo pesante per reggerlo a mano libera? Ovviamente, è possibile aumentare l'ingrandimento senza aumentare di molto il peso dello strumento (entro i limiti fisici), ma ciò produce anche una "proporzionale" caduta di luminosità di osservazione (a parità di apertura), che potrebbe rendere meno utilizzabile lo strumento. Tuttavia, vi sono in produzione apparecchi con pupilla d'uscita inferiore a 2 mm, e questo anche tra i binocoli stabilizzati.

## Luminosità
Partendo dall'assunto che solo i visori notturni possiedono la capacità effettiva di incrementare l'intensità luminosa delle osservazioni, poiché sono strumenti opto-elettronici attivi, la luminosità nominale dei binocoli (e di tutti gli strumenti ottici passivi, come telescopi e microscopi) è data dalla dimensione del flusso di luce uscente dalle lenti oculari, rappresentato dal valore della pupilla d'uscita. E per ottenere un corretto rapporto di "luminosità relativa" tra i vari strumenti (differenti formati), è necessario confrontare i valori superficiali della pupilla o più semplicemente il suo quadrato (pu2).

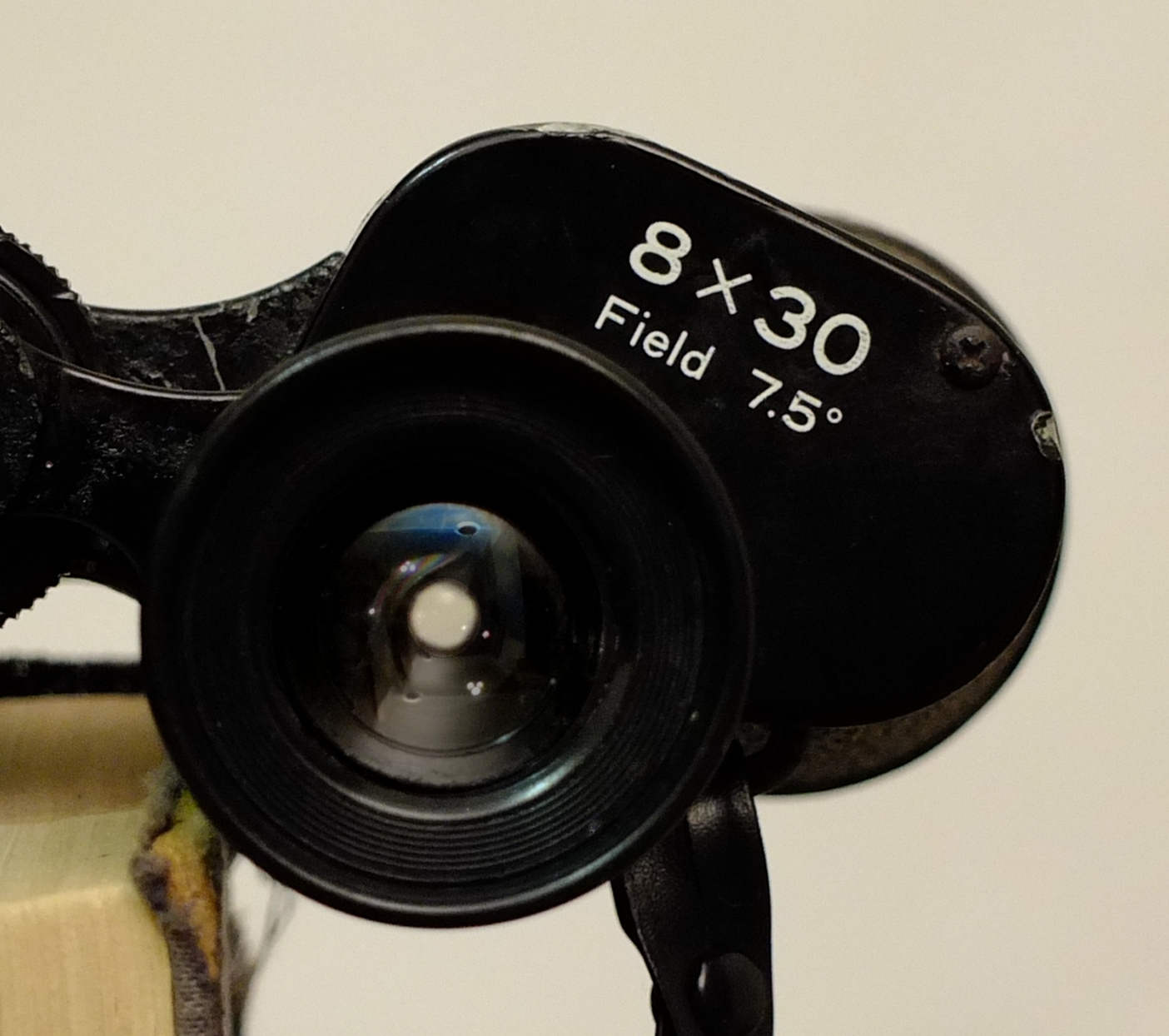
La pupilla d'uscita del binocolo

Nella pratica, la luminosità effettiva vista attraverso lo strumento, è sempre inferiore al 100% di quella presente, poiché la trasmissione della luce attraverso i vetri (detta trasmittanza dello strumento), come dato fotometrico legato alla luminanza delle immagini fornite, viene in ogni caso ridotta di alcuni punti percentuale; così, nel migliore dei casi, vengon costruiti strumenti con trasmittanza del 95%, o più normalmente tra 92% e 80% circa.
E in più, la pu deve avere una dimensione almeno pari o maggiore della dimensione dell'iride dell'osservatore, in quelle condizioni di luce. Infatti, l'occhio non legge la luce come una fotocamera, un fotometro o uno spettroscopio, ma è influenzato anche dal contrasto apparente, dalla risposta in frequenza e dalla presenza di dominanze cromatiche e/o dai riflessi spuri. Per cui, i risultati reali ottenuti durante le osservazioni, con diversi strumenti, potrebbero differire anche molto dai calcoli fotometrici e fisici della luce, applicati al solo strumento. In pratica, è più facile vedere le differenze coi propri occhi (percezione soggettiva), per valutare quello che "ci piace di più" o "ottiene la miglior resa", poiché ogni individuo ha una specifica sensibilità retinica e risposta in frequenza ai colori e ai riflessi o bagliori.
Nell'atto pratico dell'osservazione binoculare, il diametro dell'iride (apertura dell'occhio o anche pupilla d'ingresso), che cambia valore ad ogni differente luminosità ambientale, è quello che determina quanta luce entra verso la retina. Per cui, ad esempio, tutta la luminosità di un pesante binocolo 10x50 (con 5 mm di pu e ~ 1 Kg di peso), risulta inutile nell'uso diurno. In questi casi la pupilla dell'occhio sarà massimamente chiusa (es: 2 mm) e sarebbe come usare un binocolo 10x20, il quale però avrebbe un peso di soli 230 g circa, con l'identica resa luminosa diurna.
Il valore della pupilla d'uscita del binocolo, può essere utilizzato per idealizzare le capacità teoriche di lavoro dei vari strumenti, nelle diverse condizioni di luce ambientale. Ma per far questo, è necessario equiparare la pu, alla dimensione dell'iride dell'osservatore in quelle condizioni ambientali (con un margine del ± 10%), considerando però anche il livello individuale di sensibilità retinica, che può differire anche di molto, per ogni osservatore e condizione di luce.
Il diametro dell'iride dell'occhio varia apertura in maniera soggettiva e automaticamente a seconda della luce ambientale e della sensibilità retinica dell'individuo (visione diurna, visione notturna e mista), tra un minimo di 1,5 mm ed un massimo di 10 mm (mediamente, tra 2 mm e 8 mm). Quindi, la superficie pupillare indica il flusso luminoso che può entrare nell'occhio, determinando così la luminosità delle immagini osservate con quel binocolo.
Per usi prevalentemente diurni del binocolo (dall'alba al tramonto), è sufficiente una pupilla d'uscita tra 2 e 3 mm, mentre per usi tipicamente crepuscolari, sono necessarie pupille d'uscita più grandi, in genere tra 6,2 e 7,1 mm o più.

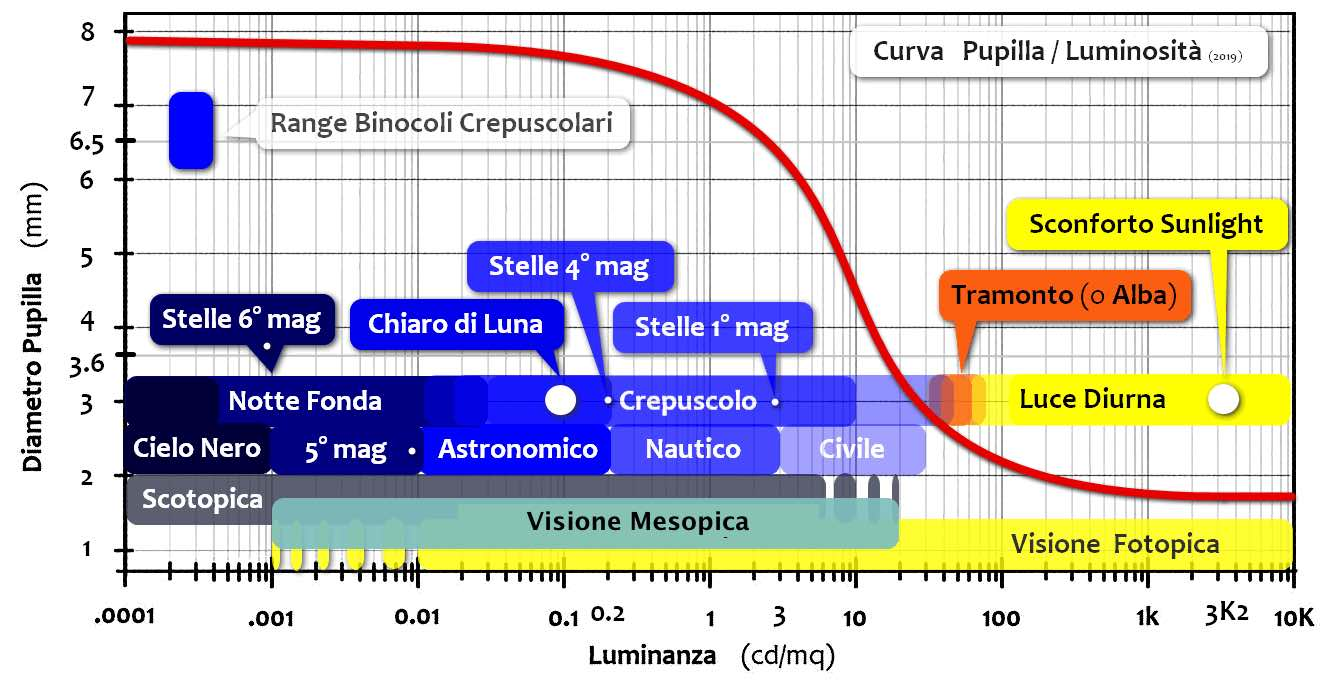
Curva Pupilla/Luminosità. L'apertura dell'iride o la pupilla d'uscita del binocolo nelle varie situazioni luminose.

I valori intermedi (fra 3 e 6 mm circa) vengono usati soprattutto per i binocoli "tuttofare" (fra 3,6 e 4,2 mm), che cercano di contenere il peso e le dimensioni; ma finiscono per essere usati anche nelle osservazioni notturne del cielo stellato, in cui la dimensione della pupilla più utile, dipende molto dalla luminosità degli oggetti osservati, nonché dal inquinamento luminoso del cielo.
In Italia e in Europa in genere, l'inquinamento luminoso è alto, soprattutto nei pressi di abitazioni e strade, ed è spesso difficile sfruttare una pupilla maggiore di 4 mm. In più, per osservare la Luna (e i vari oggetti molto luminosi) non serve una grande pupilla, anzi è preferibile usare binocoli con valori inferiori a 2 mm, per attenuare la grande luminosità riflessa dal disco lunare, e quindi, in questi casi, i tipici binocoli "astro", come 10x50 e 10x70, sono piuttosto inutili, preferendo (per paradosso) modelli con maggior ingrandimento, tipo un ipotetico 25x25 (ad esempio).
La pupilla dell'iride che produce la miglior visione dei dettagli, attenuando le varie aberrazioni dell'occhio, è generalmente intorno a 3,6 mm (+/- 0,4 mm), una apertura corrispondente anche al punto medio di tensione tra miosi e midriasi (rilassamento naturale). Questa apertura potrebbe essere presa come spunto, nella ricerca di un buon-ottimo binocolo tuttofare, con capacità medie-normali e maggior riguardo alla stazza.

### Indici relativi
Il discorso della luminosità (intesa come effetto finale della possibilità-capacità di osservare chiaramente gli oggetti) non termina con la pupilla d'uscita. Un binocolo 10x50 risulterà sempre più efficace, rispetto a un 8x40 (quando l'iride dell'occhio è aperto almeno a 5 mm); e in quel caso, a parità di tutti gli altri fattori, è il maggior ingrandimento a rendere il binocolo 10x50 più "potente".
Per confronti veloci, spesso viene usato un indice di merito (nominale), che giustamente coinvolge anche il valore dell'ingrandimento. Il "fattore crepuscolare" (twilight factor in inglese) è uno di questi indici, ma è utile solo per il crepuscolo astronomico, ovvero per le condizioni di luce tra 0,2 e 0,01 candele per metro quadrato (cd/m2), come al chiaro di luna o più buio. Questo indice viene calcolato dalla radice quadrata del prodotto tra ingrandimento e apertura del binocolo (il diametro dell'obiettivo). Così, ad esempio:
binocolo 10x50 => {\displaystyle \surd } (10 × 50) = 23,4
binocolo 8x40 => {\displaystyle \surd } (8 × 40) =  17,9
Per la visione notturna del cielo stellato (in astronomia), quindi con valori inferiori a 0,01 cd/m2, è più utile calcolare un diverso indice, con una diversa formula, e spesso viene utilizzato l'indice di Adler, che usa la radice quadrata solo sull'apertura, in questo modo:
binocolo 10x50 => 10 × {\displaystyle \surd }50 = 70,7
binocolo 8x40 => 8 × {\displaystyle \surd }40 =  50,6
Oppure l'indice di Bishop (o indice di visibilità) che usa una struttura più semplice, data dal prodotto diretto senza radici quadre:
binocolo 10x50 => 10 × 50 = 500
binocolo 8x40 => 8 × 40 =  320
Per l'uso prettamente crepuscolare del binocolo, ovvero per le luminosità ambientali comprese fra 30 e 1 cd/m2, tipiche del crepuscolo civile e fino a circa metà di quello nautico (i 9° più luminosi di ogni singolo crepuscolo, mattutino o serale), è necessario calcolare un diverso valore nominale, più adatto. Il "fattore crepuscolare" non è adatto a questo scopo (nonostante il nome inopportuno che gli è stato assegnato, o al fatto che sia quasi sempre presente nelle specifiche dei binocoli), poiché ad esempio calcola un indice di 18,7 sia per il binocolo 10x35 che per il 7x50. Ma il 10x35 (che è un semplice binocolo tuttofare modesto) non potrà mai schiarire a giorno il crepuscolo, come può fare invece il 7x50, che è un vero binocolo crepuscolare, con alta capacità di leggere nelle suddette condizioni di luce. Il 10x35 può arrivare a schiarire a giorno solo il primo terzo del crepuscolo civile, poi si ferma. Quindi, una formula molto semplice per questo scopo, potrebbe essere, apertura2/ingrandimento, ovvero:
binocolo 10x35 => 352: 10 ≈ 120
binocolo 7x50 => 502: 7 ≈ 360
e anche altri esempi:
binocolo 10x50 => 502: 10 = 250
binocolo 7x45 => 452: 7 ≈ 290
binocolo 8x56 => 562: 8 ≈ 390
binocolo 9x63 => 632: 9 ≈ 440
binocolo 10x70 => 702: 10 = 490
In questo modo è più facile e più corretto identificare l'efficienza dei binocoli nello schiarire a giorno il crepuscolo. E si può affermare che binocoli con valori di almeno 300 o più, possono essere considerati "crepuscolari".
Se serve, invertendo la formula è possibile stabilire l'apertura necessaria, che in base all'ingrandimento scelto definisce l'apertura equivalente ad un valore di luminosità di interesse. Ad esempio, se il riferimento è il 7x50 = 357  => la formula inversa è: {\displaystyle \surd } (357 × 7) = 50 mm, e in base ad altri ingrandimenti, il binocolo sarà:
{\displaystyle \surd } (357 × 8) =>  8x54,
{\displaystyle \surd } (357 × 10) =>  10x60,
{\displaystyle \surd } (357 × 12) =>  12x65,
{\displaystyle \surd } (357 × 15) =>  15x73,
{\displaystyle \surd } (357 × 20) =>  20x85 ... ecc.
Va ricordato e sottolineato che i valori trovati con queste formule, sono tutti "valori nominali" e non tengono conto dei fattori fondamentali come la trasmittanza, la qualità dei vetri usati per lenti e prismi, la tipologia dei prismi, i trattamenti antiriflesso e la cura dei diaframmi interni ed esterni, nonché il trattamento di opacizzazione e di oscuramento dei bordi delle lenti e dei tubi ottici che le accolgono, ma anche dei valori reali di ingrandimento e delle dimensioni delle pupille, o dei valori di vignettatura delle lenti, ecc. Diversità che vanno ad influenzare il contrasto e la luminosità reale di ogni strumento, e che può fare la differenza sul campo, riguardo alla maggiore visibilità.
Un buon binocolo moderno 10x32 ED con pupilla d'uscita di 3,2 mm, in molti casi può risultare più luminoso ed efficace di un binocolo 7x50 meno moderno e di qualità più bassa, nonostante la pupilla d'uscita di 7,1 mm (più del doppio). Oppure, un binocolo di alta qualità 10x25 può funzionare alla pari con un binocolo di bassa qualità 10x42 per tutto il crepuscolo civile, offrendo anche una visione migliore, più neutra, più contrastata, più pulita e più trasparente. Bisogna ricordare, inoltre, che a parità di ingrandimento e di qualità ottica, una maggiore luminosità significa anche un corpo di maggiori dimensioni e peso, del binocolo.

## Campo visivo e visione apparente
Il campo visivo è un altro parametro del binocolo da considerare, in base al tipo di osservazione e di oggetti nel panorama. Un ampio campo visivo facilita l'osservazione degli oggetti in rapido movimento, aiuta la ricerca e la localizzazione, oppure può facilitare nel mantenere sotto controllo una determinata area visualizzata.
Questo parametro dipende esclusivamente dal progetto degli oculari e da altri fattori come il diaframma di campo, ma in linea generale è influenzato anche dall'ingrandimento. Così, un maggiore ingrandimento tende a ridurre il campo visivo.

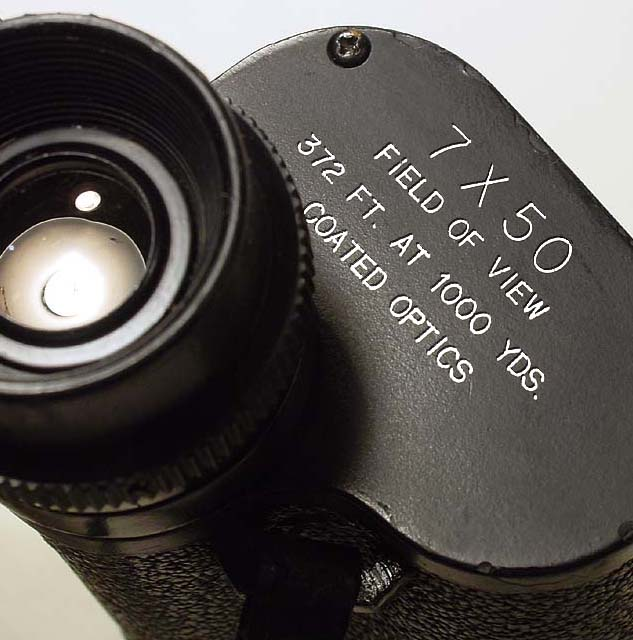
7x50 campo visivo 372 piedi a 1000 iarde

Il suo valore è dichiarato dal fabbricante sotto forma di campo trasversale in metri, osservabile da una distanza di riferimento, standardizzata al valore di 1 000 metri (es: 100 m/1 000 m). Con le misure anglosassoni si utilizzano i piedi (ft) da 1 000 iarde (es: 300 ft/1 000 yd) ed è sufficiente dividere esattamente per 3, il valore in piedi (ft), per trasformarlo in metri (es: 300 ft = 100 m), e viceversa.
In altri casi (spesso sui binocoli astronomici o nautici), l'ampiezza del campo visivo è indicata in gradi angolari (3,6°, 5°, 8°, 10°, ecc., con al massimo un decimale oltre la virgola), ed è sufficiente moltiplicare questo valore per il coefficiente 17,5 (più precisamente 17,453...) per trovare il valore in metri, del campo trasversale osservabile da 1 000 m di distanza.
L'utilizzo pratico del valore del campo visivo, è relegato strettamente ad alcuni compiti che difficilmente coinvolgono gli osservatori comuni, poiché può servire per fare misurazioni con l'ausilio dei reticoli interni, tipo calcolare distanze, dislivelli o addirittura traiettorie balistiche o direzioni di navigazione, ecc. Tuttavia, dal valore del campo visivo dichiarato dal fabbricante è possibile ottenere un aspetto sicuramente più interessante per l'utente comune, che è la visione apparente: ovvero, l'ampiezza angolare della finestra di osservazione del binocolo, rispetto alla corrispondente visione ad occhio nudo. Questo valore in gradi angolari è generalmente disponibile tramite differenti calcoli, ma solo il valore misurato effettivamente (rispetto all'occhio) è quello coerente ed effettivo (e mai indicato nelle specifiche). I valori indicati nelle specifiche (quando presenti) sono spesso i risultati di calcoli semplici o più o meno approssimativi: uno è dato dal prodotto del valore del campo visivo per l'ingrandimento nominale del binocolo (calcolo semplificato invertito), e l'altro è calcolato dalla formula tangente, seguendo le norme ISO. Purtroppo, entrambi forniscono perlopiù risultati errati e troppo spesso incoerenti con la realtà, dove l'unico sistema attendibile è appunto quello di misurare l'ampiezza della visione apparente in modo diretto, con i propri occhi, tramite dei metodi più o meno efficaci e più o meno attuabili facilmente con strumenti semplici, avendone le capacità. In ogni caso, tra i due metodi, quello tangente è il metodo scientifico, coerente con la matematica, l'altro è un metodo usato nel modo sbagliato.
Tuttavia, l'ampiezza effettiva della finestra dei binocoli comuni (misurata col calcolo tangente o ISO), varia tra i valori cosiddetti “molto stretti” di 36°, fino ai valori “molto ampi” di 82°, ma più comunemente l'estensione sarà tra 48° e 70°, con 55° inteso “valore normale”, e corrispondente ad una visione sufficientemente comoda o sufficientemente “ampia” (anche se, per molti utenti potrebbe essere considerata ancora un po' troppo “stretta”).

### Calcolo tangente
Se i dati del campo visivo e dell'ingrandimento sono corretti e se è assente la distorsione ottica, l'ampiezza della visione apparente corrisponde al campo visivo osservato effettivamente dalla distanza virtuale di "avvicinamento", come indicata dall'ingrandimento (es: 1 000/10 = 100 m per i binocoli 10×, o 1 000/8 = 125 m per gli 8×, o 143 m per i 7x, eccetera). Entrambe le ampiezze angolari (campo visivo e visione apparente) sono calcolabili tramite la trigonometria, previa misurazione oggettiva, seguendo alcune procedure tecniche geometriche.

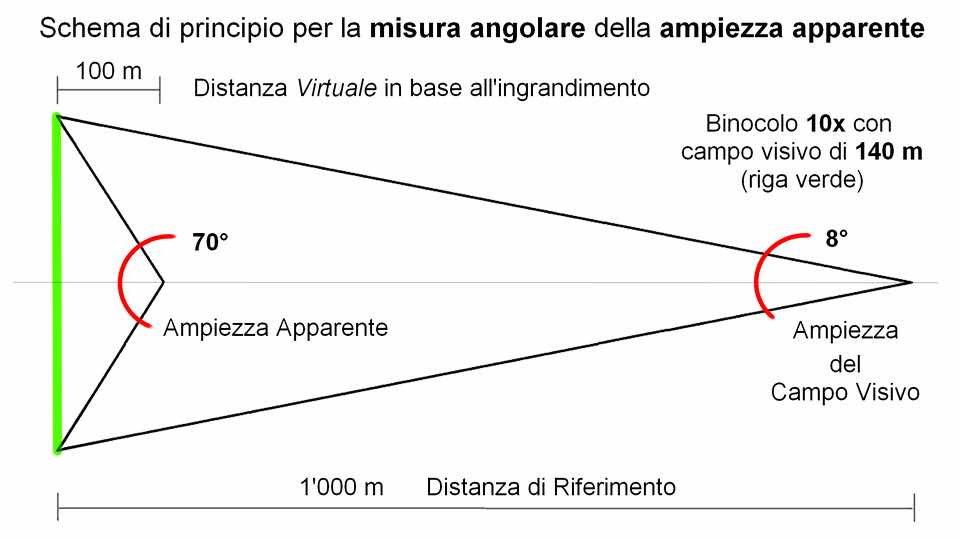
Schema del disegno per il calcolo della visione apparente.

Oppure, usando un goniometro in un disegno fatto in scala, seguendo i dati reali. Le rispettive formule di base (in metri), necessitano di una calcolatrice scientifica, e sono:
campo visivo angolare = 2 × arcotangente (campo visivo / 1 000 / 2)
visione apparente = 2 × arcotangente (campo visivo / 1 000 / 2 × ingrandimento)
Facciamo due esempi con binocoli 10x, in assenza di distorsione:
Se il campo visivo vale ad esempio 105 m/1 000 m (= 315 ft/1 000 yd), l'angolo di ampiezza corrispondente è 6°, e quindi l'angolo di visione apparente a 100 m, risulta essere 53° circa.
Se il campo visivo vale ad esempio 140 m/1 000 m (= 420 ft/1 000 yd) l'angolo di ampiezza è di 8°, e ad 1/10 dei 1 000 m, l'angolo della visione apparente risulta essere 70°.

### Calcolo semplificato
L'abitudine errata, usata spesso in ambito dei binocoli, è quella di moltiplicare il valore in gradi del campo visivo per l'ingrandimento, invertendo la funzione di calcolo del campo visivo per i telescopi. Così, col binocolo 10x e 8° di campo, il valore arriva a 80°, quando invece è solo 70° (con un errore del 14%). Questa soluzione inversa, detta anche "calcolo semplificato", porta solo a dei valori errati e in alcuni casi anche molto errati (es: da 93° a 120°, con quasi il 30% di errore). Qui, l'errore principale è stato quello di trasportare all'ambito binoculare, il calcolo del campo visivo tipico dell'ambito astronomico, invertendolo. In astronomia, per poter calcolare correttamente il campo visivo dei telescopi, i produttori del settore devono indicare un valore nominale dell'ampiezza apparente degli oculari intercambiabili (spesso nominata con l'acronimo AFOV, apparent field of view o anche detto "campo visivo dell'oculare"), opportunamente calcolato in modo "errato", perché possa dare il valore effettivo del campo visivo osservato da quel sistema "telescopio + oculare", tramite il vero calcolo semplice:  AFOV / Ingrandimento telescopico.
Il valore nominale AFOV dell'oculare di un binocolo 10x con 140 m di campo, è sì di 80°, ma l'ampiezza reale della finestra di osservazione (in assenza di distorsioni), confrontata con l'occhio nudo (l'unico interesse per conoscere questo valore), sarà effettivamente di 70°, proprio come risulta dal calcolo trigonometrico o anche più precisamente, dalle prove dirette. L'ampiezza reale della visione apparente, ha sempre come riferimento la visione ad occhio nudo. Quindi, invertire il calcolo semplificato dei telescopi, per usarlo con i binocoli, non ha alcun senso, poiché il dato del campo visivo dei binocoli, viene sempre fornito dal produttore (o in forma lineare, in metri o in piedi, oppure in gradi angolari).
Ora, per convertire i gradi nominali degli oculari (AFOV), ad un valore più coerente di ampiezza apparente, è possibile usare questa formula:
visione apparente = 2 × arcotangente (campo visivo oculare in gradi × 0,008725)
dove il numero 0,008725 è il coefficiente fisso di conversione.
L'ampiezza della visione apparente binoculare dell'uomo medio è di circa 90-100° in orizzontale e circa 80-90° in verticale. La conformazione del nostro volto determina questo valore molto soggettivo ed individuale, dove i valori limiti possono considerarsi mediamente tra 60° e 120° (in assenza di disfunzioni retiniche).

## Messa a fuoco
Quasi tutti i binocoli son dotati di un sistema di messa a fuoco (Focus ), e questo può agire meccanicamente su entrambi i cannocchiali (destro + sinistro) tramite una singola regolazione centrale o centralizzata (CF), oppure in modo indipendente o individuale (IF) su ogni singolo cannocchiale (destro o sinistro). Ora, la regolazione centralizzata del fuoco (CF) può essere: interna (tramite lente di focalizzazione di una parte dell'obiettivo) ed è usata più spesso nei "binocoli a tetto", oppure esterna (generalmente sugli oculari) ed è usata più spesso nei "binocoli Porro". La regolazione indipendente (IF) è più spesso esterna (generalmente sugli oculari) ed è suddivisa in scale di diottrie (D), con valori da almeno +/-5 D e fino ad anche +/-12 D (o un misto di questi).
Spesso, la regolazione del fuoco consente di variare la focalizzazione ottica del binocolo, da una distanza minima a valori che vanno solitamente oltre l'infinito; questo, per almeno due motivi: 
1. per poter focalizzare perfettamente il fuoco all'infinito (es, le stelle) in qualsiasi condizione climatica (caldo o freddo), e
2. per dare la possibilità (in alcuni casi) di utilizzare il binocolo senza occhiali, anche agli utenti miopi.

### Messa a fuoco ravvicinata
Nelle specifiche del binocolo, è sempre dato un valore corrispondente alla distanza minima di fuoco. Questo dato, che normalmente rientra tra circa 1 e 10 metri (ma con limiti anche molto più ampi), indica la distanza più ravvicinata alla quale è possibile focheggiare lo strumento, in maniera che l'immagine osservata sia ancora adeguatamente nitida (priva di sfocature). La scelta dello strumento può essere influenzata anche da questa specifica, che in alcuni casi comporta, in proporzione all'ingrandimento e alla distanza minima, un avvicinamento-virtuale molto simile alla funzione dei microscopi a basso ingrandimento: ogni binocolo in grado di trasportarci virtualmente ad una distanza inferiore a 25 cm dal soggetto, esplica in qualche modo la funzione di “microscopio ” o per lo meno di “lente d'ingrandimento”.
Nella visione comune degli esseri umani, con occhi emmetropi (senza disfunzioni), l'accomodamento alla distanza minima di focalizzazione dell'occhio nudo, è valutato come normale, da 7 cm per i lattanti e fino a 25 cm per gli adulti. Oltre questa distanza, è in atto convenzionalmente la patologia chiamata presbiopia: dopo una certa età (tra 35 e 45 anni), l'occhio diviene presbite naturalmente, perdendo la funzione di adattare il cristallino (che diventa più rigido) e l'individuo trova difficoltà a leggere il giornale o a vedere in modo nitido quello che sta mangiando, avendo la necessità di occhiali da lettura, per poter focalizzare nuovamente fino a 25 cm di distanza (o in genere 35 cm, come distanza di lettura). 

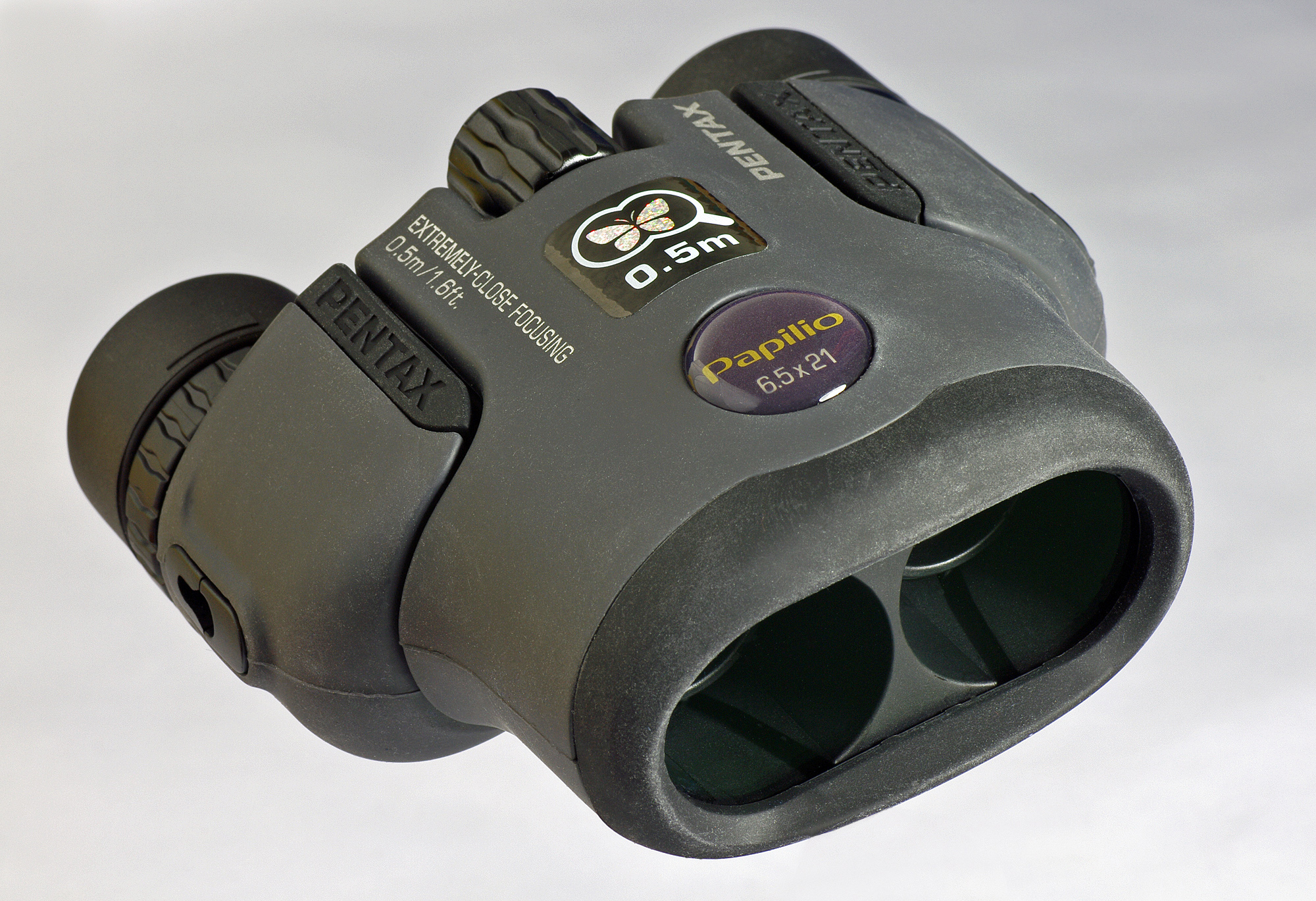
Binocolo per osservazioni ravvicinate

Durante l'uso dello strumento, per fare un esempio, un binocolo 10× dotato di una escursione di messa a fuoco fino a 1 metro di distanza, è in grado di farci idealmente "avvicinare" al soggetto, fino a 10 cm virtuali (100 cm / 10x), permettendoci così di vederne i particolari e i dettagli più fini, anche meglio che ad occhio nudo (se non abbiamo più 12 anni). Infatti, quando possibile, il binocolo viene sempre più spesso utilizzato anche per soggetti vicini e di piccola taglia, tipo farfalle, fiori, insetti o piccoli animali. Ma in questi casi, il potere di ingrandimento reale, nella sua definizione per oggetti vicini, essendo legato alla minima distanza di messa a fuoco, subisce generalmente un leggero aumento. E logicamente, un binocolo 8× che è idealmente in grado di farci "avvicinare" al soggetto soltanto fino ad 1⁄8 della distanza reale di osservazione, per equivalere lo stesso ingrandimento ottenuto con un binocolo 10× che può focalizzare fino a 100 cm, dovrà poter focalizzare una distanza minima di 80 cm (la stessa proporzione è ovviamente attribuibile a tutti gli altri ingrandimenti, seguendo questo principio semplice).

## Modelli di binocoli
La dimensione dei binocoli può spaziare dai piccoli modelli 3x10 (usati in genere come binocoli da teatro o per occhiali chirurgici) fino ai grossi modelli 25×150 usati più spesso in astronomia, passando per i formati più comuni, come i 6×30, 7×35, 7x42, 7×50, 8×30, 8×42, 8x56, 10×25, 10×32, 10×42 o 10×50, 12x50, 15x56, 18x56, eccetera, per vari usi. La dimensione, il peso, l'ingrandimento e la luminosità, sono le quattro caratteristiche basilari che suddividono i vari modelli dei binocoli, e che in varia misura indicano l'indirizzo d'uso di ognuno. I binocoli prismatici per uso tipicamente a mano libera, possono essere suddivisi in pratica nelle tre tipologie sostanziali: tascabili, tuttofare e crepuscolari.

### Binocolo tascabile

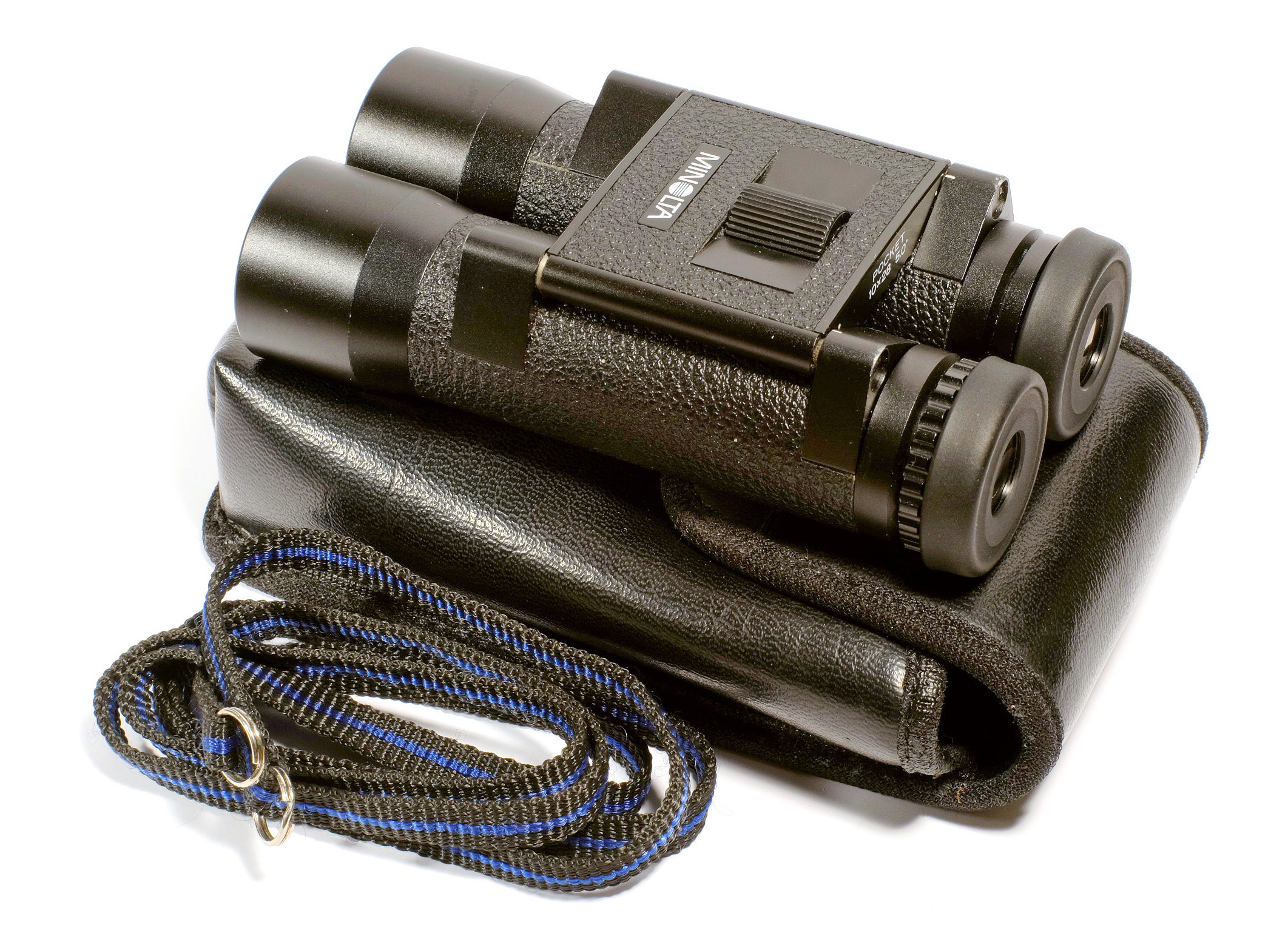
Binocolo tascabile

Sono strumenti estremamente leggeri e piccoli, creati per poterli portare anche nel taschino della camicia, in ogni occasione o per 24 ore al giorno, senza sentirne il peso addosso anche se portati appesi al collo per tutto il giorno. I cosiddetti pocket (o da tasca) variano dai formati 6×20 a 12×30, con un peso tra 150 e 300 g e di solito seguono la struttura a doppia cerniera, per un più facile stoccaggio in tasca, borsetta, marsupio, ecc.
Sono fondamentalmente dei binocoli diurni, ovvero che funzionano ottimamente solo durante il giorno, anche se possono essere usati nelle ore notturne, funzionando bene nei casi di cielo molto inquinato e nella osservazione della Luna o di oggetti sufficientemente illuminati, ecc. Per questo aspetto, risultano al opposto complementare del binocolo Crepuscolare, che è adatto quasi esclusivamente per l'uso durante il crepuscolo, dove i Tascabili non possono funzionare adeguatamente.
.Questi, rappresentano il primo passo verso il binocolo, poiché sono i più economici, comodi e utili per essere trasportati nei viaggi, per turismo, safari, ecc. Sono in pratica dei binocoli piccoli e comodi per l'osservazione generica, che in luce diurna possono anche regalare ottime immagini come i binocoli più grandi, ma hanno appunto qualche limite, dato dalle loro proprietà fisiche. Generalmente, usano i prismi a tetto, per poter contenere notevolmente pesi e dimensioni, quindi saranno anche un po' meno luminosi rispetto ai modelli più grandi che usano i prismi "giganti" (AK e Porro); ma esistono anche con prismi di Porro e nonostante ciò, con dimensioni davvero "micro".
Tra i modelli di media e di alta qualità, vengono prodotti più spesso nei soli formati 7x21, 8x20, 8x25 e 10x25; in pratica, i due ingrandimenti 8x e 10x, sono i più prodotti nei vari formati a tutti i livelli.

### Binocolo tuttofare

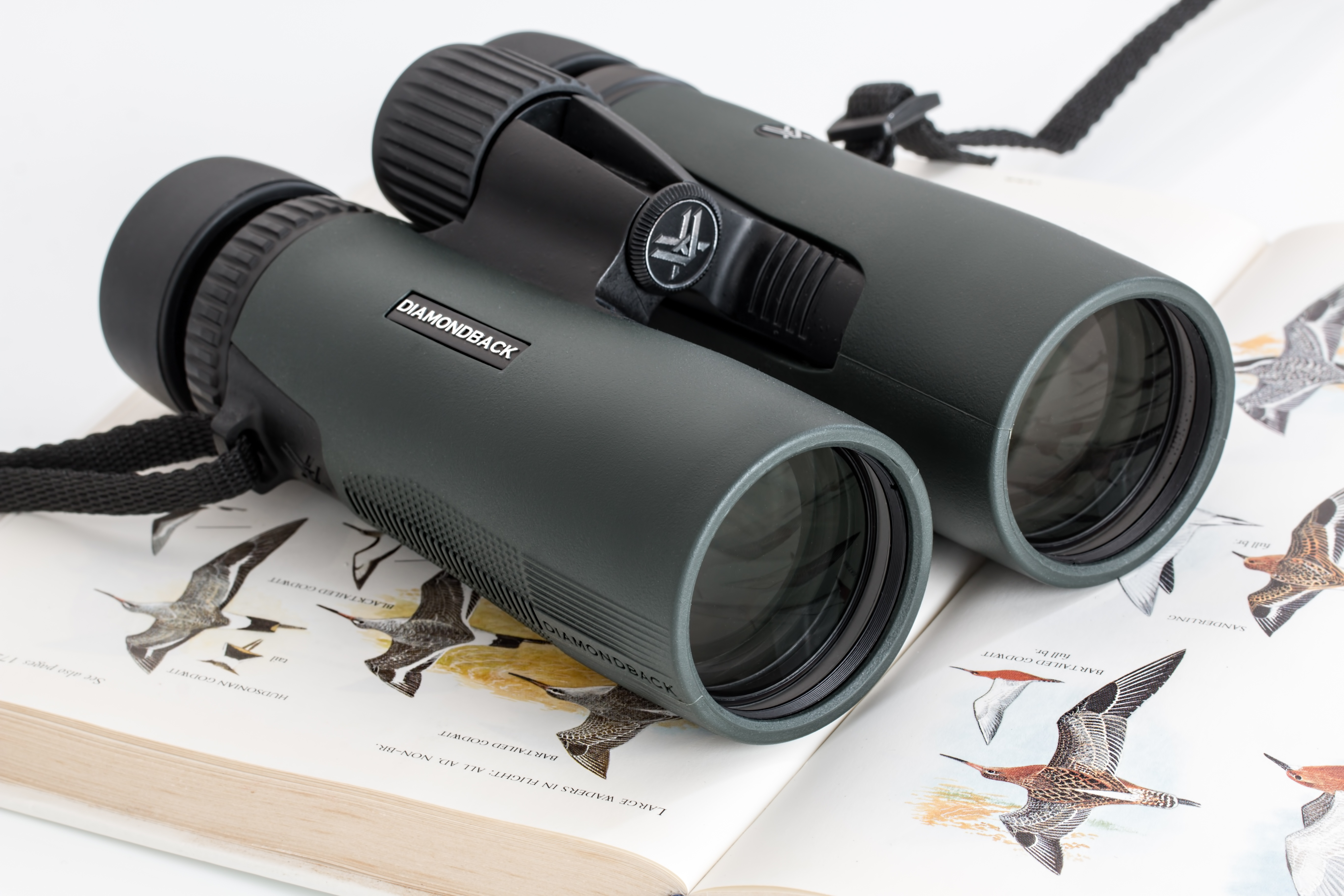
Binocolo tuttofare

Compresi tra quei formati di medie dimensioni, sia fisiche (500-700 g) che pupillari (~ 3,6 mm ±0,6), più adatti ad un uso mediamente impegnativo, ma con risultati accettabili in quasi ogni campo, tranne che per l'uso prettamente crepuscolare e per l'uso tascabile. I classici binocoli tuttofare han formati tipo, 6x26-32, 7x30-35, 8x30-36, 10x35-42, 12x38-46, 15x42-50, 18x50-56, 20x50-60, 25x56-63 e naturalmente coprono svariate esigenze, dall'osservazione panoramica o ravvicinata a grande campo visivo, fino al lungo raggio, restando in un ventaglio di luminosità media, per non esagerare mai col peso né con le dimensioni.
Binocoli come il 10x50, da circa 1 kg di peso (o più), ma anche vari 8x42 da 800 g (o più), risultano in effetti un po' troppo pesanti ed inutili per un utilizzo diurno o maggiormente diurno. Quindi, fan parte di quei binocoli più specifici, che sono utili solo in particolari situazioni, dov'è possibile e necessario sfruttarli completamente, ma che tendono però ad uscire dall'ambito tipico dei tuttofare, più comodi e più confortevoli, come i vari 8x32 e 10x35 (ad esempio).

### Binocolo crepuscolare

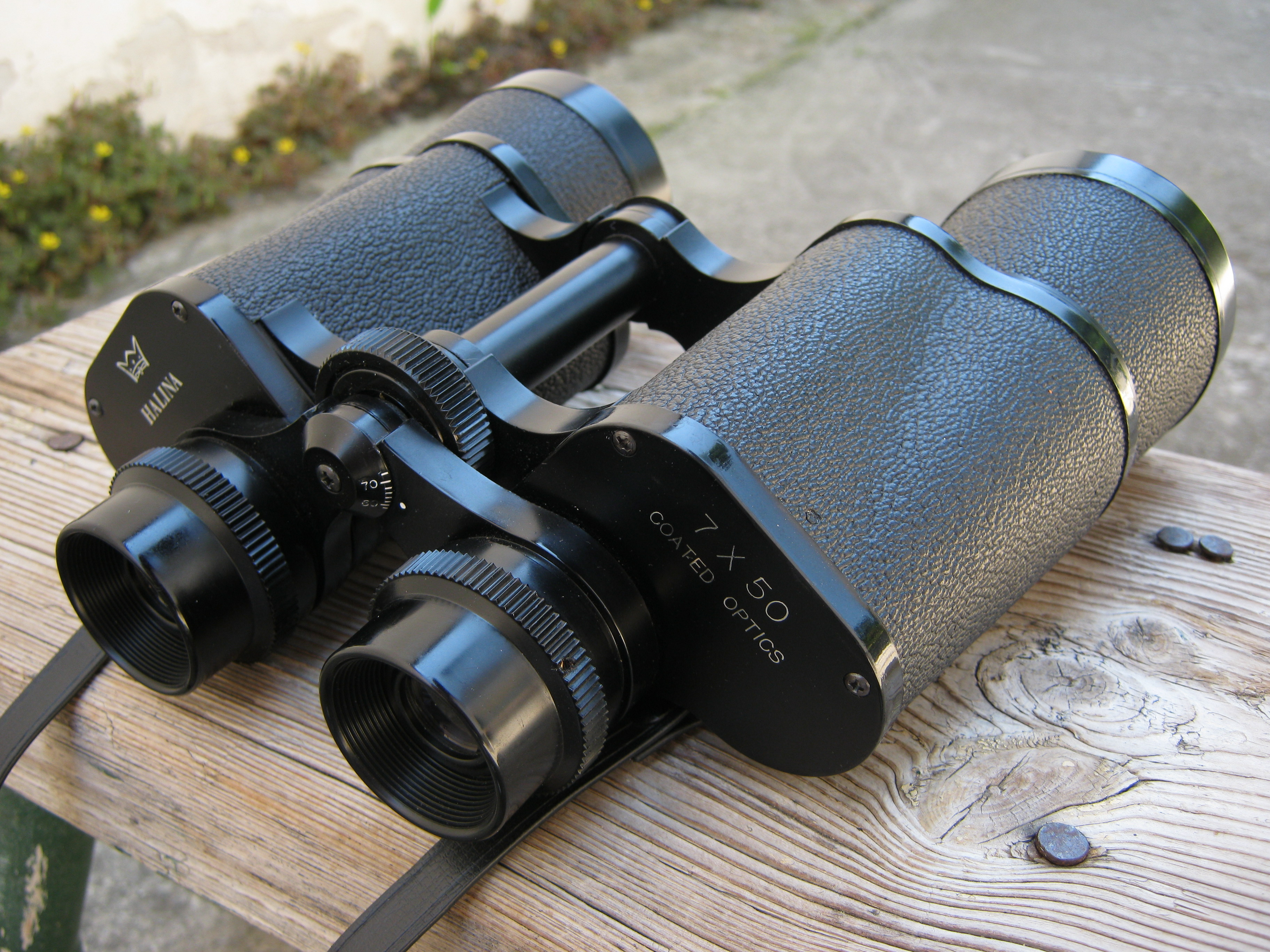
Binocolo crepuscolare

Binocoli con pupilla d'uscita di almeno 6,3 mm o più, sono ideati per le osservazioni durante il crepuscolo più luminoso, con la capacità di "schiarire a giorno" quella particolare tipologia di illuminazione (non troppo buia, ma nemmeno abbastanza chiara). L'effetto, è quello di osservare le immagini al binocolo, come se qualcuno avesse acceso la luce. Quindi, mantengono una visibilità ancora alta, nonostante la scarsa luce solare (dopo il tramonto o prima dell'alba).
In genere vengono usati per il riconoscimento ad esempio degli animali nella foresta, durante la caccia, in situazioni crepuscolari o di scarsa illuminazione. Ma in base ai modelli, possono essere sfruttati anche per vari altri scopi, quali la navigazione marittima, l'osservazione astronomica o qualsiasi altra esigenza per cui sia necessario un binocolo crepuscolare.
I formati più conosciuti sono, 6x42, 7x50, 8x56, 9x63 e 10x70, dove, maggiore è l'ingrandimento e maggiore sarà il potere di "schiarire il crepuscolo", ma pagando con un aumento quasi esponenziale del peso e delle dimensioni. Per questo, il miglior compromesso per i cacciatori o gli ornitologi dei rapaci notturni, è il formato 8x56, con ingrandimento "sufficiente" ed un peso ancora accettabile tra 1 e 1,2 kg.

## Conclusioni
I modelli di binocoli più venduti sono i tuttofare, nei formati 8x42 e 10x42 di alta qualità, anche se ormai al limite del peso (800-850 g), ma che vengono scelti anche per il maggior lavoro di progettazione e di ricerca, da parte dei produttori più in vista. Qualche binocolo 7x42 viene ancora prodotto, ma è raramente usato e venduto, nonostante l'ampia efficacia come "tuttofare", con utilizzi seri anche nel crepuscolo. Dal lato opposto invece sembra esserci un nuovo interesse per i formati di alta qualità a maggiori ingrandimenti, più adatti per gli usi a lungo raggio o anche astronomico, come il 12x42 o i più spinti, 15x56 e 18x56, ma restando sempre all'interno di costruzioni con prismi a tetto e di stazze ragionevoli.
Lo strumento binocolo, nel vari formati da 6x30 al 30x80, è largamente usato anche dagli astronomi. E il grande campo visivo è sempre fondamentale per l'utilizzo nella ricerca di comete e nell'osservazione generale del cielo.

## Galleria d'immagini

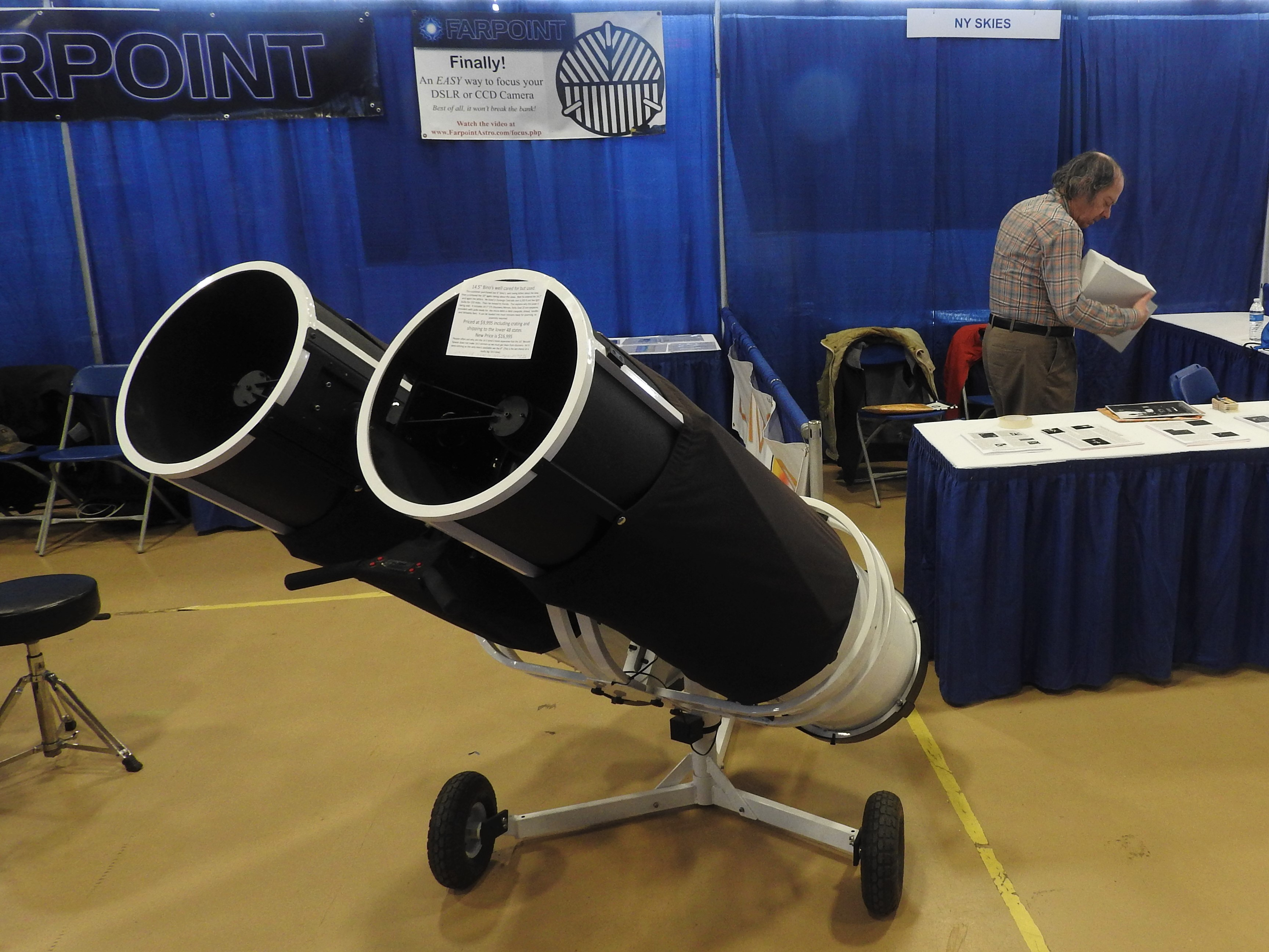
Telescopio binoculare
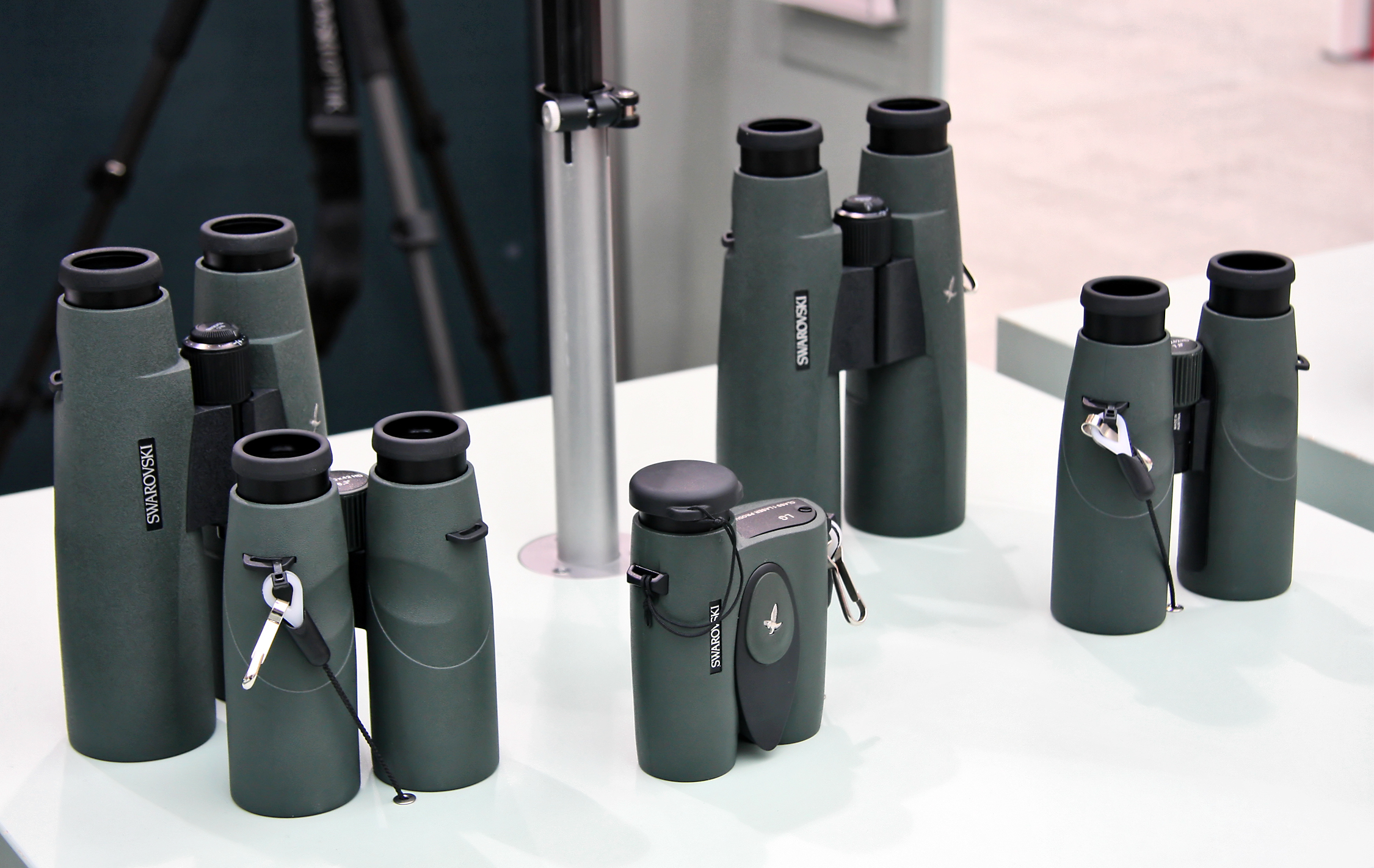
Binocoli vari
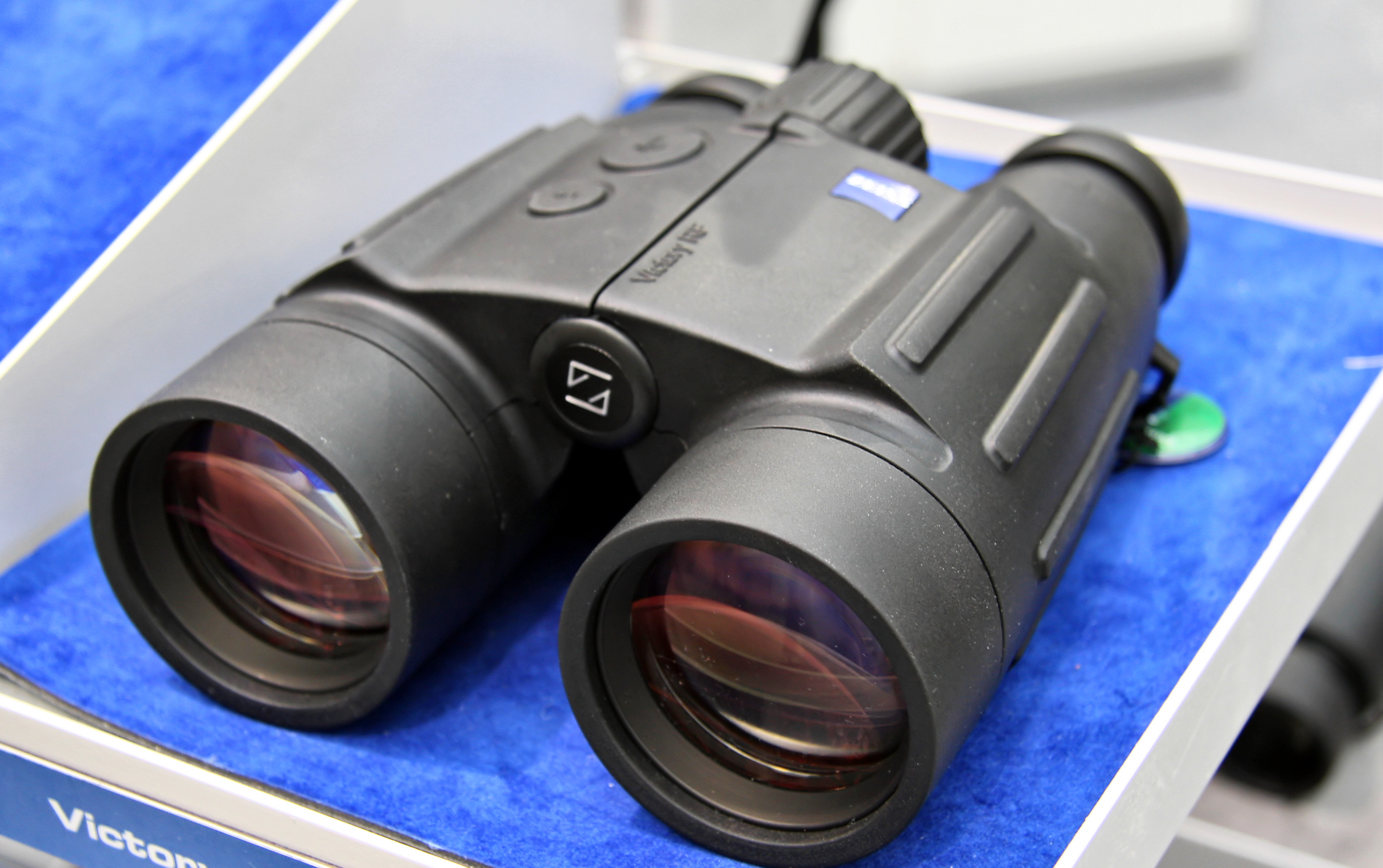
Binocolo da caccia con telemetro
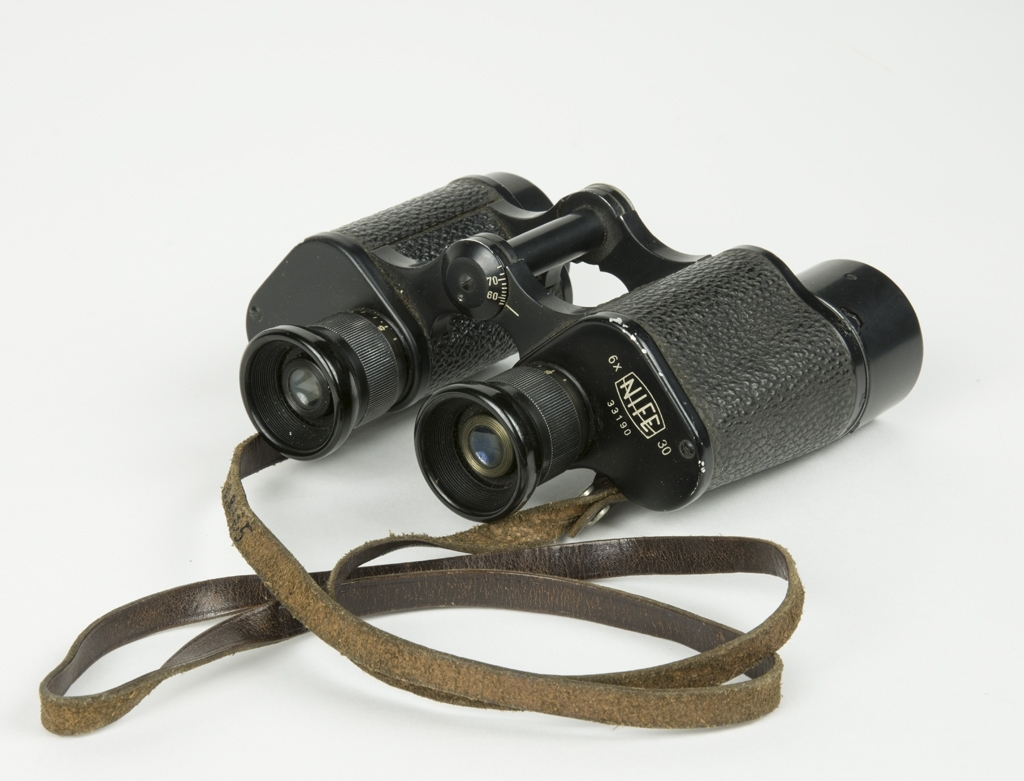
Binocolo 6x30 seconda guerra mondiale
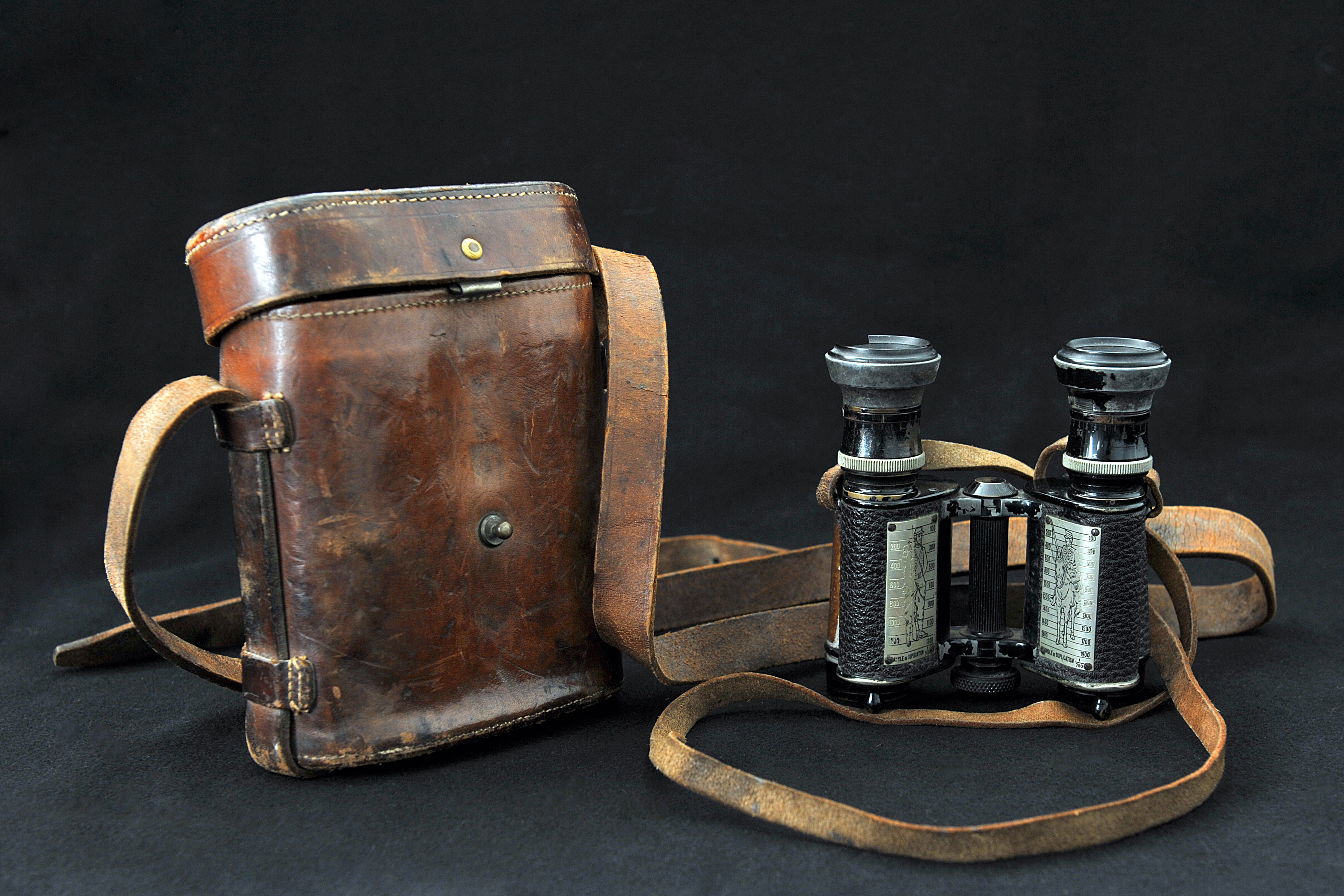
Binocolo d'artigliere con sacca - grande guerra
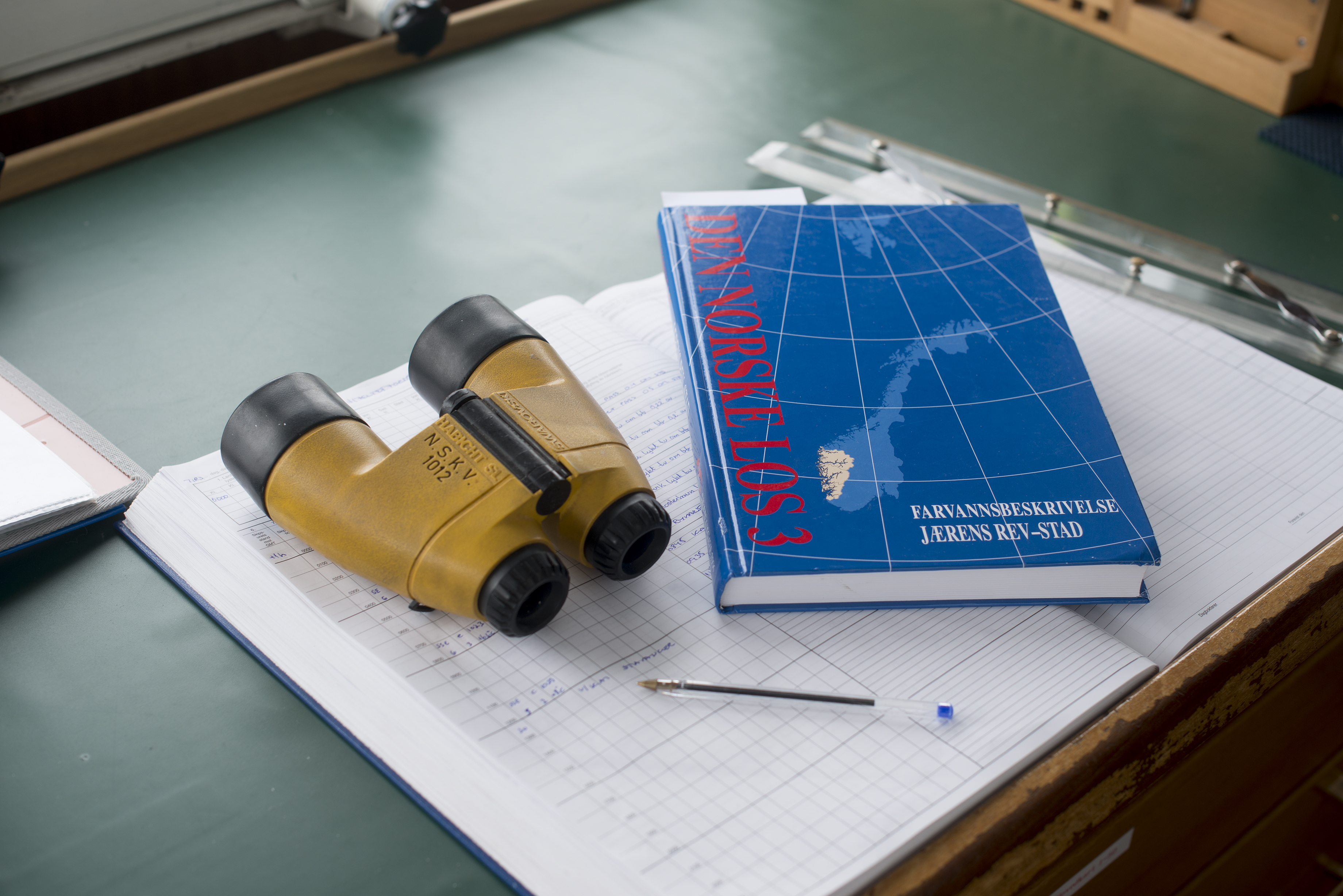
Binocolo di navigazione
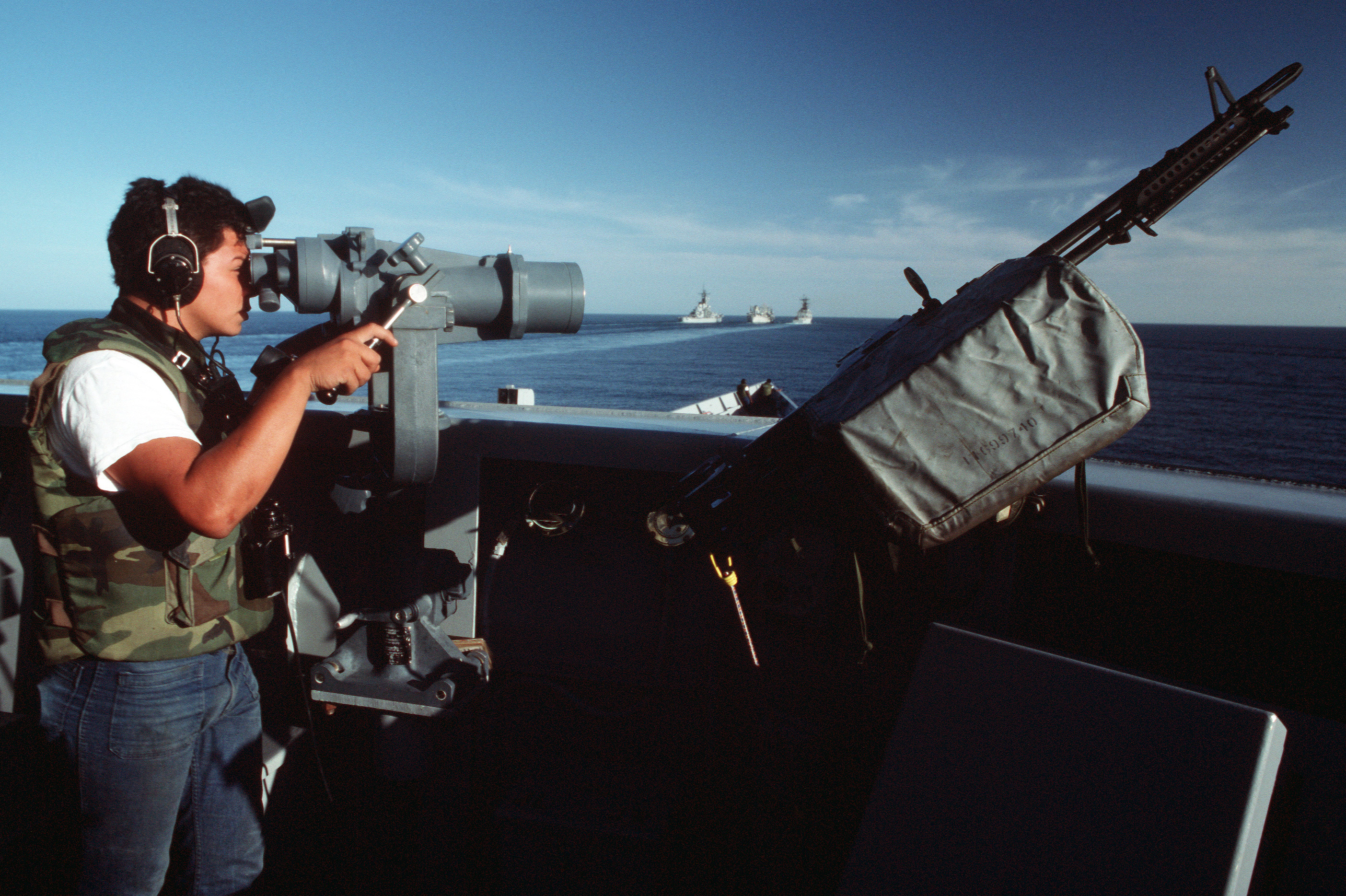
Binocolo navale contraerea
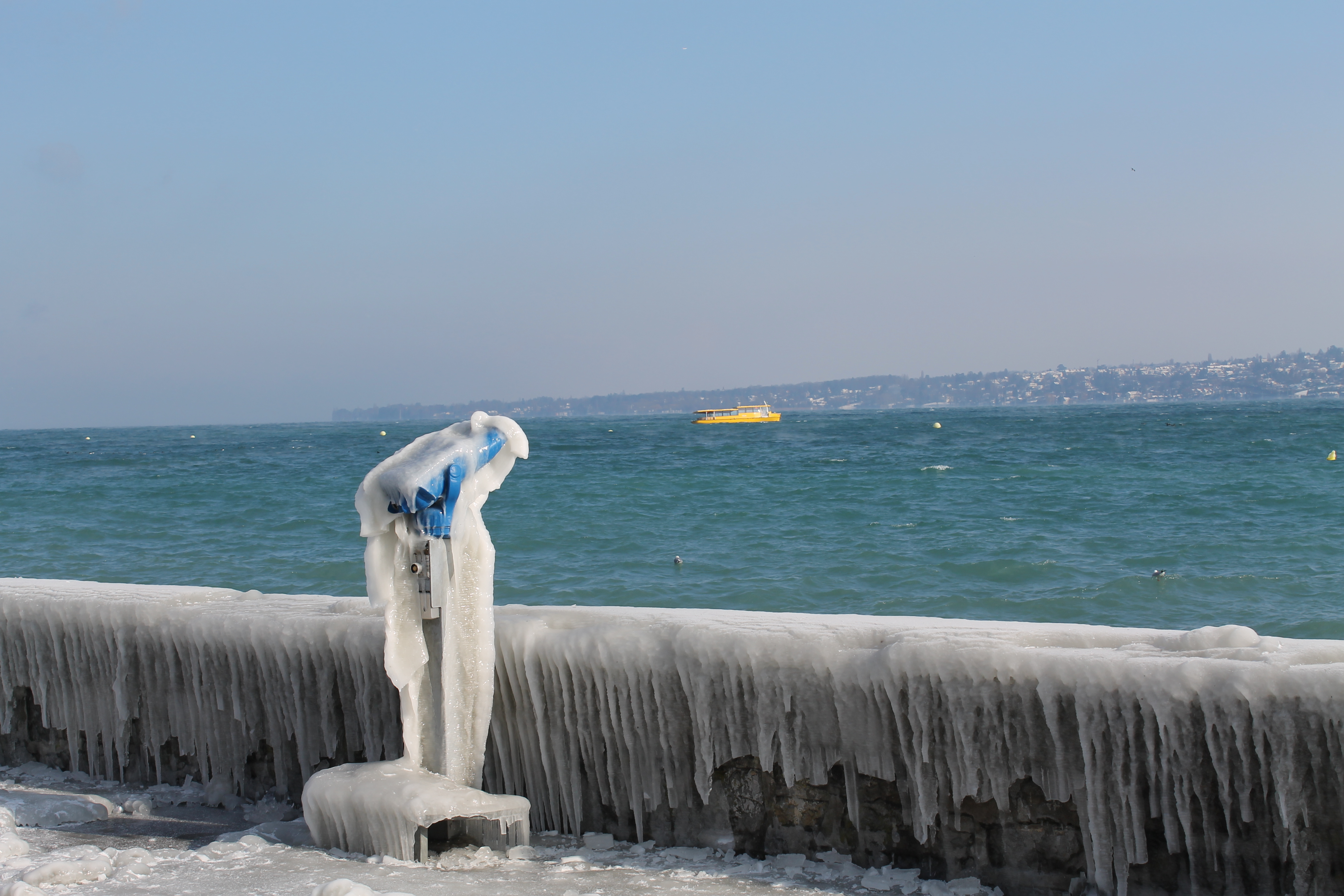
Binocolo panoramico ghiacciato
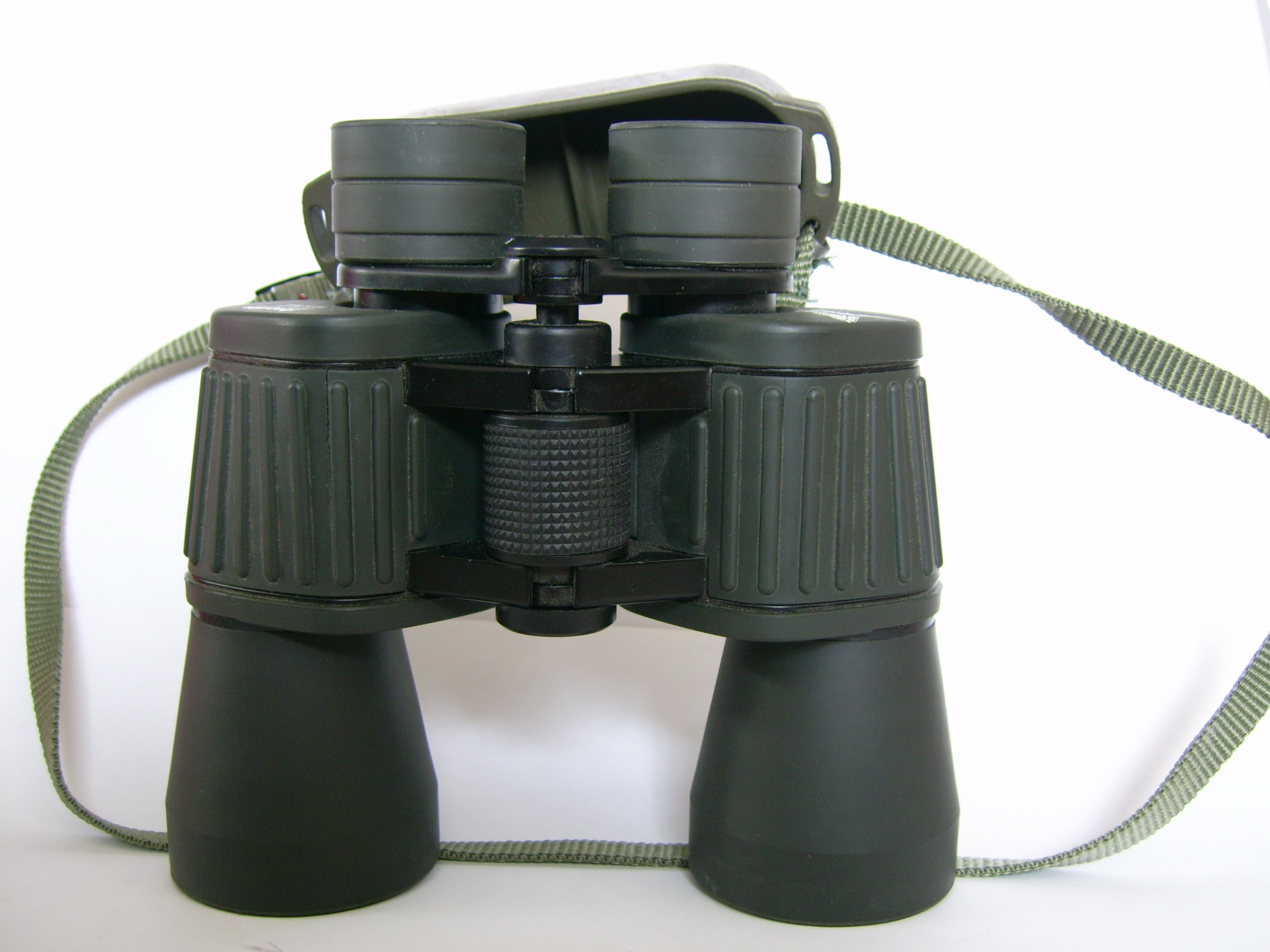
7x50 Porro
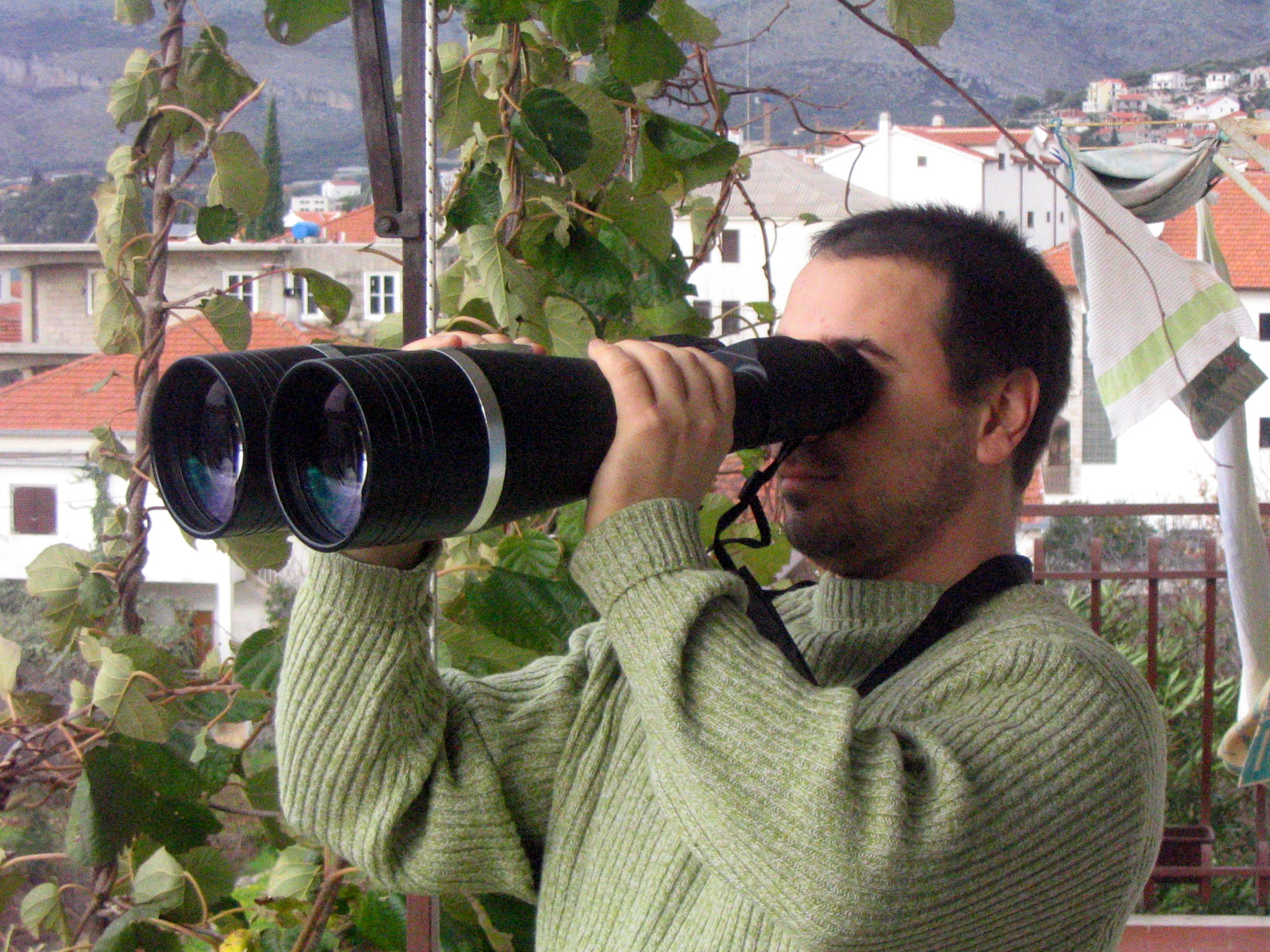
25x100 tenuto a mano
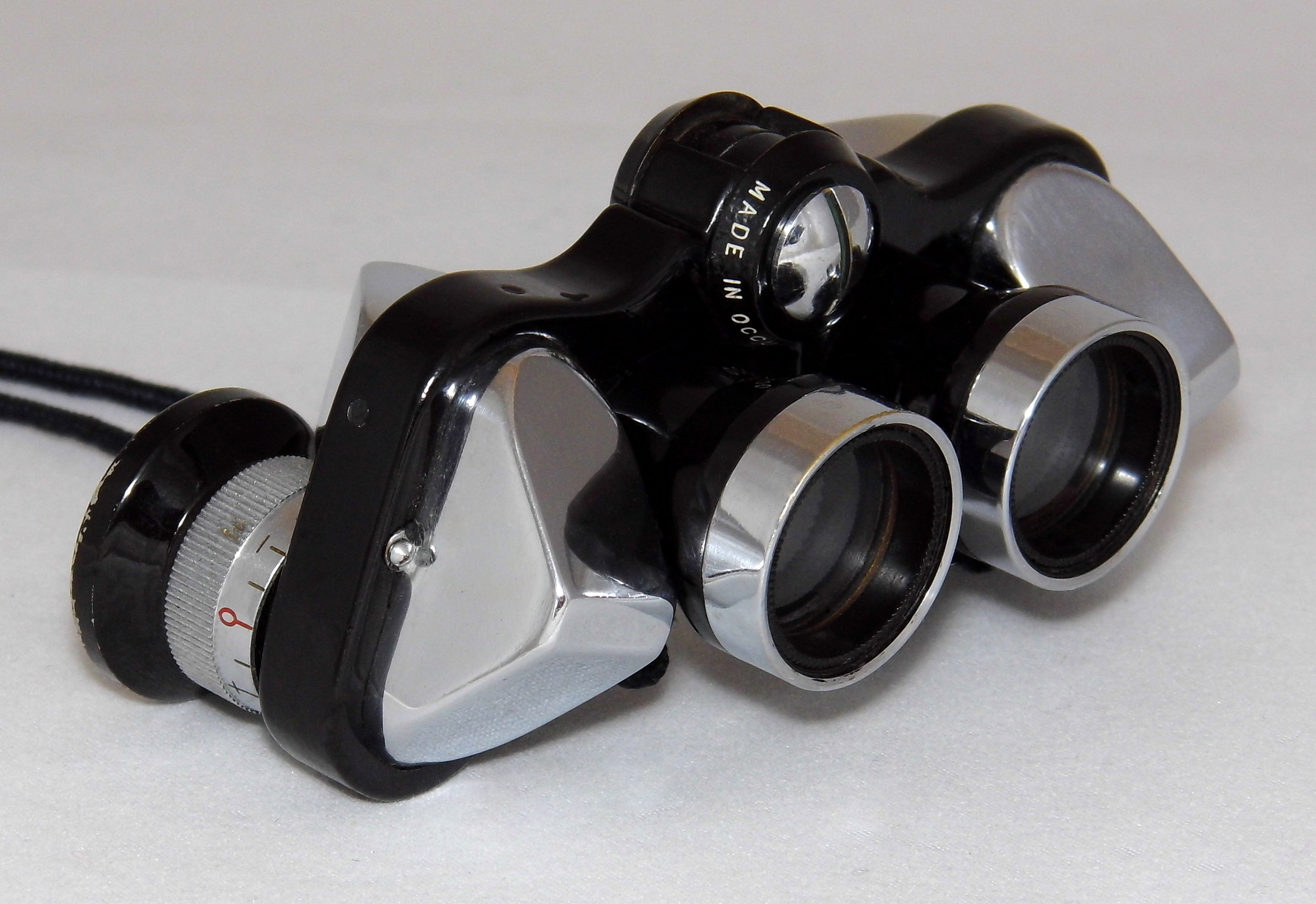
Mini binocolo
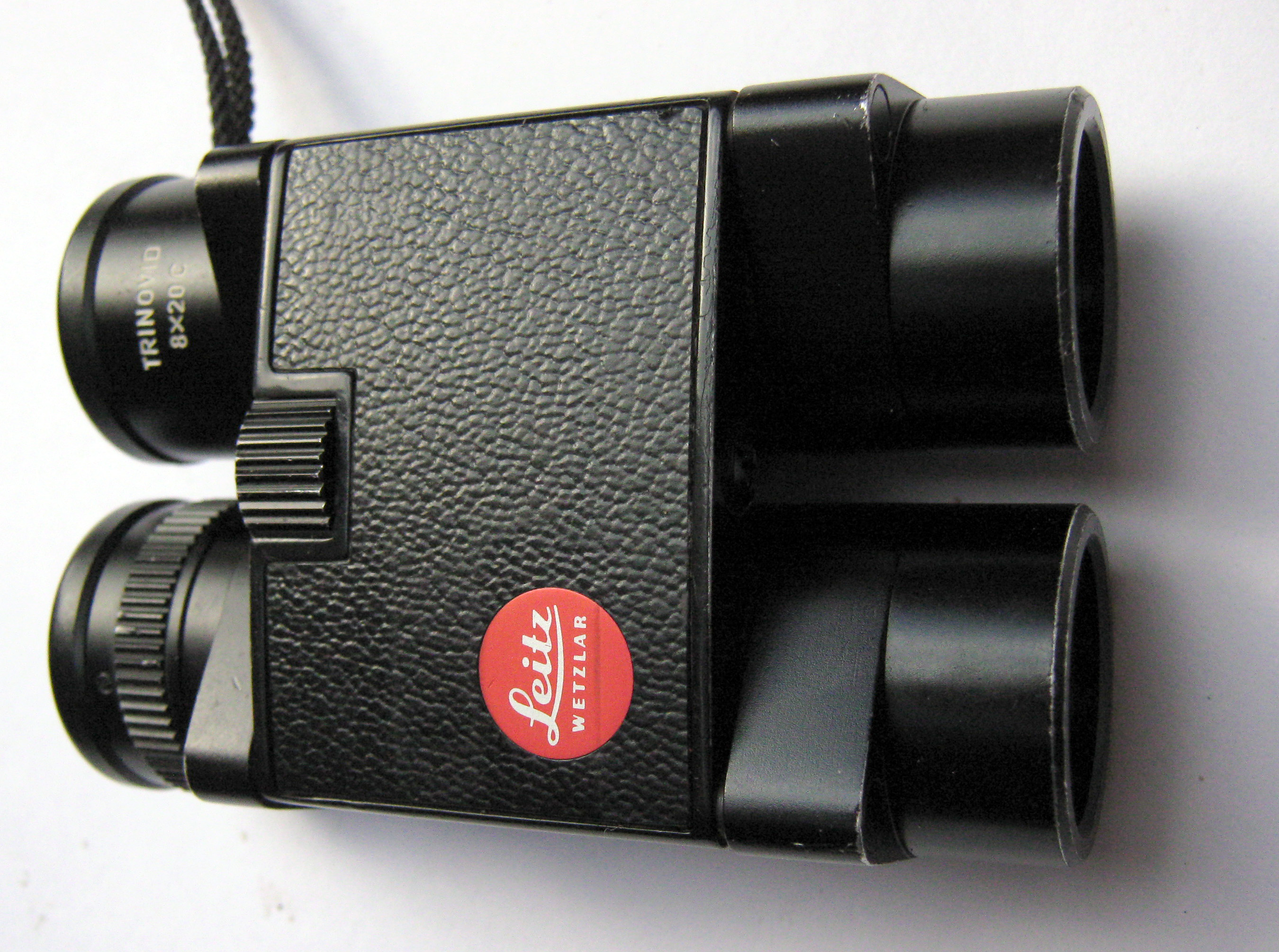
Mini binocolo